# コーブルク
コーブルク（Coburg）は、ドイツ、バイエルン州北部オーバーフランケン行政管区の都市。郡に属さない独立市であると同時に、同名の郡の郡庁所在地でもある。
1918年までこの街は、ザクセン＝コーブルク＝ゴータ公の宮廷所在地であったが、今日では、地元の保険グループHUK-コーブルクの本拠として知られている。コーブルクの高台にはドイツで2番目に大きな城（砦）であり、「フランケンの王冠」とも呼ばれるフェステ・コーブルク（コーブルク城塞）がそびえる。

## 地理
この街はテューリンゲンの森の南縁、ランゲ山地のマイン川の渓谷に位置し、街をイッツ川が貫いて流れる。市内ハイリッヒクロイツキルヒェにはラウターバッハ川の河口がある。この川は単にラウターと呼ばれ、ノイゼス地区でズルツバッハ川と合流し、コーブルクでロッテンバッハ川に注ぎ、さらにイッツ川に合流する。コーブルク市内のイッツ川の流域面積は約364km²で、1986年に洪水防止の水量調整湖フロシュグルントゼー湖が建設されるまで、この街はたびたび大洪水に見舞われた。特に低い位置にある駅付近は洪水に悩まされていた。コーブルク市内のイッツ川が堤防を越えたのは2003年が最後だが、さらに洪水防止用調整湖ゴルトベルクゼー湖がズルツバッハ川とラウターバッハ川に2010年に建設された。近隣の大きな都市としては、直線距離で80km北にエアフルト、90km南西にヴュルツブルク、90km南にニュルンベルクが位置している。マルクト広場の標高は296m、フェステの標高は451mである。

### 市の構成

コーブルクは、13の地区からなっている。各地区の2011年現在の面積と人口とを表で示す。
| 地区名                                         | 面積 km² | 人口   | 人口密度 人/km² |
| ---------------------------------------------- | -------- | ------ | --------------- |
| コーブルク（中核部）                           | 13.91    | 25,841 | 1,858           |
| バイアースドルフ                               | 7.31     | 1,487  | 203             |
| バーテルスドルフ・ウント・グレント             | 4.00     | 1,601  | 400             |
| コルテンドルフ                                 | 1.65     | 1,500  | 909             |
| クライドリッツ                                 | 2.30     | 1,707  | 742             |
| ケッチェンドルフ                               | 1.79     | 1,635  | 913             |
| リュッツェルブーフ・ウント・レーベルシュタイン | 1.00     | 420    | 420             |
| ノイ・ウント・ネーアスホフ                     | 2.51     | 254    | 101             |
| ノイゼス                                       | 2.74     | 1,644  | 600             |
| レーゲン                                       | 3.05     | 368    | 121             |
| ショイエルフェルト                             | 4.83     | 2,291  | 474             |
| ザイトマンスドルフ                             | 1.98     | 667    | 337             |
| ヴュシュテーナホルン                           | 1.23     | 1,705  | 1,386           |
| 総計                                           | 48.3     | 41,120 | 851             |

人口の2/3がイッツ川流域の市中心部に住んでいる。特に周辺外側に位置するレーゲンやノイ・ウント・ネーアスホフは村の様相が色濃い。

#### 隣接する市町村
コーブルク郡に属する以下の市町村がコーブルク市を囲んでいる。北から時計回りに、ラウタータール、デルフレス＝エスバッハ、レーデンタール、エーバースドルフ・バイ・コーブルク、グルプ・アム・フォルスト、ニーダーフュルバッハ、ウンタージーマウ、アホルン、ヴァイトラムスドルフ、メーダー。

### 気候
コーブルクの気候は、南のマイン川上流域と北のテューリンゲンの森の中間に位置することで特徴づけられる。さらに峡谷型の地形にも影響されている。夏期は比較的温暖だが、冬は近くのテューリンゲンの森のために冷え込む。年間平均気温は8℃だが、1月の日中平均気温は-1.4℃、7月のそれは17.2℃である。平均で真夏日が5日、夏日が36日、真冬日は28日である。年間の平均降水量は747mmで、どの月もほぼ同じ位の降水量である。最も多いのは6月の82mmと12月の73mmである。1.0mmを越える降水があるのはそれぞれ平均3日であるが、最高では24時間に57.6mmの降水があったこともある。

## 歴史
コーブルクが史料上に現れるのは1056年のポーランド王太后リヘザから大司教アンノ・フォン・ケルンへの贈与証書が初めてである。1331年、コーブルクは都市権と裁判権を皇帝ルートヴィヒ・デア・バイエルンから授けられた。22年後の1353年、マイセンのフリードリヒ3世がマイセン辺境伯を相続し、これと同時に、コーブルクの領主権はヘンネベルク伯ハインリッヒからヴェッティン家に移った。市の紋章は1430年に聖マウリティウスが描かれたものに定められた。
1485年、コーブルクはエルネスティン家のライプツィヒ領に属することになった。その後、宗教改革を支援したザクセン選帝侯は、1524年にはすでに改革派の信仰をコーブルクに紹介した。1530年、マルティン・ルターはコーブルクに半年間滞在している。これは、彼が「追放者」となっており、アウクスブルク帝国議会に参加することができなかったためである。

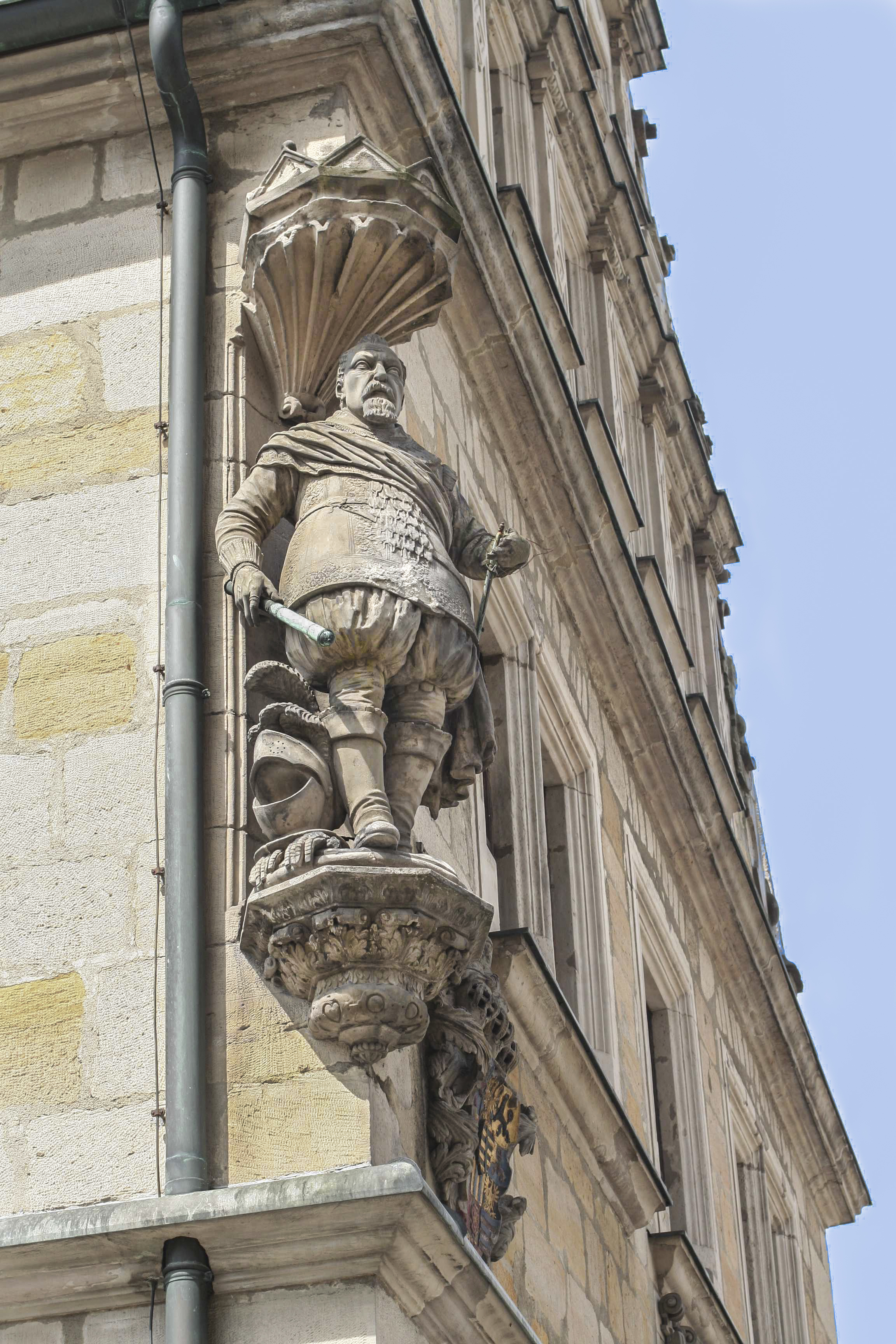
ヨハン・カジミル公爵

1586年から1633年の間、コーブルクは自立した独立国家としてのザクセン＝コーブルク公国の公爵の居城であり首都に初めてなった。この頃、ヨハン・カジミール公の元でバロック建築が建造された。こうした建物は現在もこの街の風景を作り出している。1680年から1699年のアルブレヒト公の時代に一時的に首都に戻った後、1735年にコーブルクは再び王都となった。今度は、ザクセン＝コーブルク＝ザールフェルト公の、そして1826年以降はザクセン＝コーブルク＝ゴータ公の居城であった。
19世紀の初め、エルンスト1世は居城であるエーレンブルク城の改修を行った。宮殿は、新しい劇場、アーケードを備え、庭が拡張され、今日目にする姿となった。
この町の発展については、1858年にヴェラ鉄道と呼ばれる鉄道路線が開通したことは特筆に値する。この鉄道は以後60年の間、縁戚関係にある皇帝、ツァーリ、王族、侯爵たちがコーブルクを訪問する際に利用された。リベラルな思想のエルンスト2世の治世・庇護の下、この街は、1860年頃には、組織的なドイツ国民運動の中心地となっていった。
1918年11月14日、カール・エドゥアルトが公の身分を失い、君主制は幕を閉じた。1919年にドイツで初めて行われた自由な国民投票で、コーブルク自由州とテューリンゲン州の合併に88%以上の反対票が投じられた。これにより、コーブルクはバイエルン州に編入されることになった。

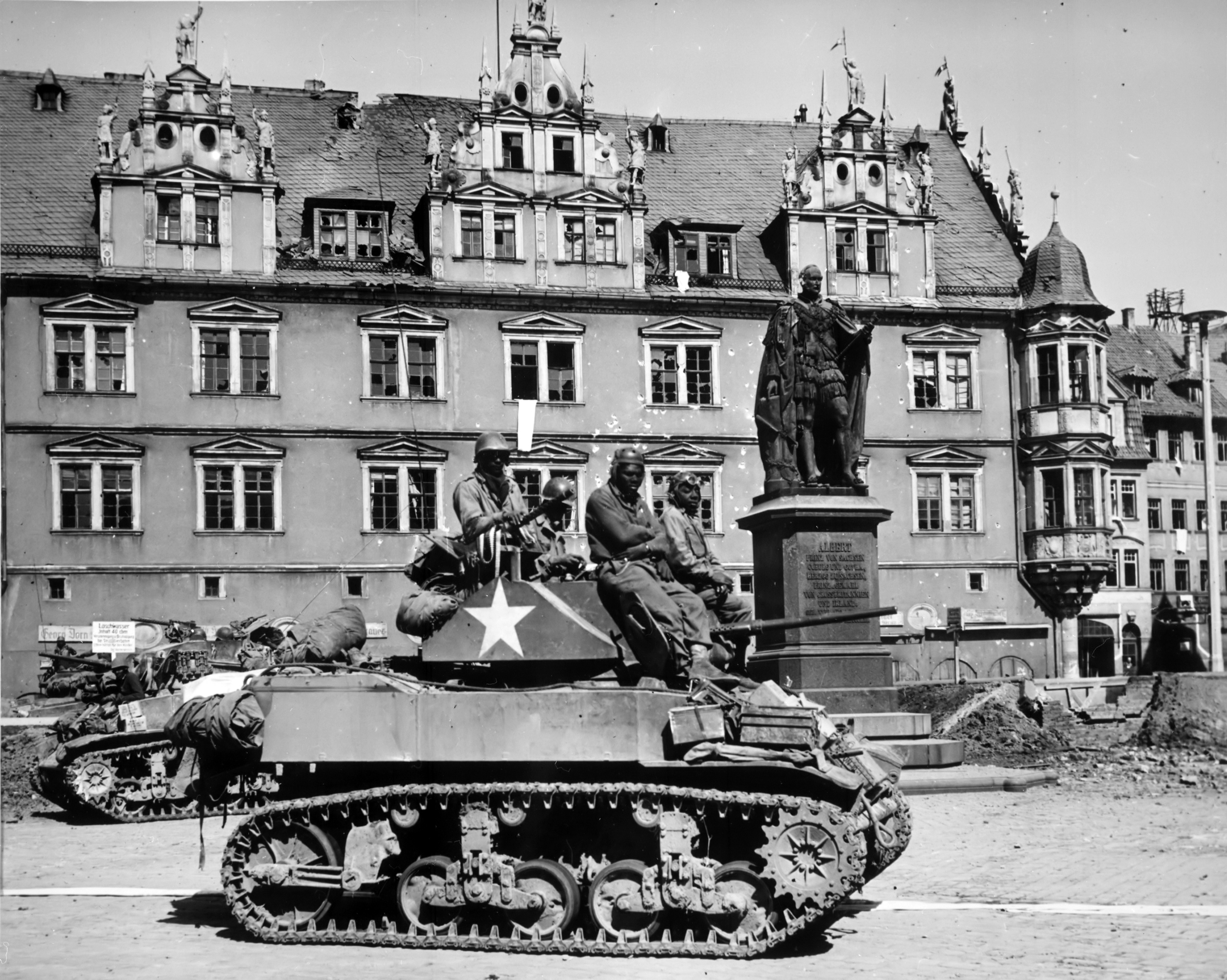
コーブルクに侵攻したアメリカ軍

1922年以降、コーブルクは国家社会主義の有力な中心地の一つとなっていった。1929年にはすでに、ドイツの都市で初めてNSDAPが市議会で絶対多数を占め、1932年にはアドルフ・ヒトラーに名誉市民の称号を与えたドイツ最初の都市となった。
この街は第二次世界大戦では、1945年4月11日に比較的損害を被ることなくアメリカ軍に占領された。ここで1919年のバイエルンとの合併という住民投票の決定が思いがけない結果をもたらした。コーブルクはソヴィエトの支配地域となった周辺のテューリンゲン地域から分離され、アメリカの支配地域に属することになったからである。そして1989年まで地域境界、すなわち1949年以降の東西ドイツ国境線はコーブルクに沿って引かれ、コーブルクは国境沿いの町となった。
1950年、Haftpflicht-Unterstützungs-Kasse kraftfahrender Beamter Deutschlands株式会社エアフルト、今日の保険グループHUK-Coburgが、その所在地をコーブルクに移転させてきた。この会社は、4100人以上の従業員を擁するコーブルク最大の雇用者であり、営業税を納入する大企業である。このため、この街の人口あたりの地方税収入は、ドイツで最も高い。
王の居城ではなくなったとはいえ、コーブルクはこの地域にとって、特にバイエルンとの結びつきやドイツの再統合に関して特別な意味合いを持つ街である。この街は上位中心都市(Oberzentrum)であり、公立劇場、州立図書館、医療センターや様々な教育機関といった重要なインフラストラクチャーを備えている。2005年5月30日以降、コーブルクは、Europastadtの肩書きを得た。このタイトルは、欧州評議会から授与されるもので、ヨーロッパの連携に特別な提言や活動を行った都市を示す呼称である。

### 宗教
コーブルクの地域は、フランケン地方やテューリンゲン地方がキリスト教化されて以来（おそらく768年頃）、宗教改革が導入される1524年まで、ヴュルブルク司教区に属した。その後、何世紀もの間、この街ではルター派が支配的であった。1910年には、この地域の住民の96%以上がルター派のコーブルク福音主義教会に属していた。この領邦教会の長は、「教会の首長」として、代々のザクセン＝コーブルク公爵が務めた。これは教会支配政策の一つである。宗教上の監督はコーブルクに座を占めた教区監督が行った。コーブルクとバイエルンの合併後、1921年にコーブルク福音主義教会はバイエルン福音ルター派教会に統合された。コーブルク地区は76.129人(2008)の教会員を擁しバイロイト教区に属している。
| コーブルクの現在の宗教(2009) | コーブルクの現在の宗教(2009) |
| 宗教（宗派）                 | 比率                         |
| ---------------------------- | ---------------------------- |
| バイエルン福音ルター派教会   | 55 %                         |
| カトリック                   | 20,2 %                       |
| その他                       | 24,8 %                       |

ローマ・カトリックの地域信者は、18世紀の終わり頃に再びこの街に現れる。1802年にはケッチェンガッセの一室で、1806年からはニコラウス礼拝堂で礼拝を始めた。1860年にはアウグスト・フォン・ザクセン＝コーブルク＝ザールフェルト（当時のザクセン＝コーブルク＝ゴータ公爵エルンスト2世の従兄弟に当たる）の庇護下、600人のカトリック信者は自分たちの教会として新しい聖アウグスト教会堂を獲得した。
1826年からこの教区はバンベルク大司教区に属することになり、これは1920年最終的に確定した。
これら二つの大教会勢力とは別に、今日では、福音派自由教会信徒（バプテスト教会）、キリスト再臨論派やキリスト教共住団といった自由教会の信者もいる。
さらには、新使徒派の教区、古カトリック派教会、末日聖徒イエス・キリスト教会やエホバの証人も信仰されている。シナゴーグを持つユダヤ教組織も一つ存在している。2006年現在、コーブルクには3つのムスリムの礼拝所が存在している。

### 市町村合併
1934年、ケッチェンドルフ、ヴュシュテーナホルン、コルテンドルフ、およびノイゼスとの合併が行われ、30,000人の人口が必要な駐屯地に再びなった。1970年代にはさかんに市町村合併が行われた。1972年の前半に、リュッツェルブーフ、レーベルシュタイン、レーゲンおよびザイトマンスドルフが、中盤にバイアースドルフ（カレンベルク城で知られる）、クライトリッツおよびショイエルフェルトが合併した。そして1976年にノイ・ウント・ネーアスホフ、1977年にバーテルスドルフ・ウント・グレントが合併し、市町村合併は完成した。市の面積は1900年の11.4km²の4倍以上の48km²となった。

### 人口推移

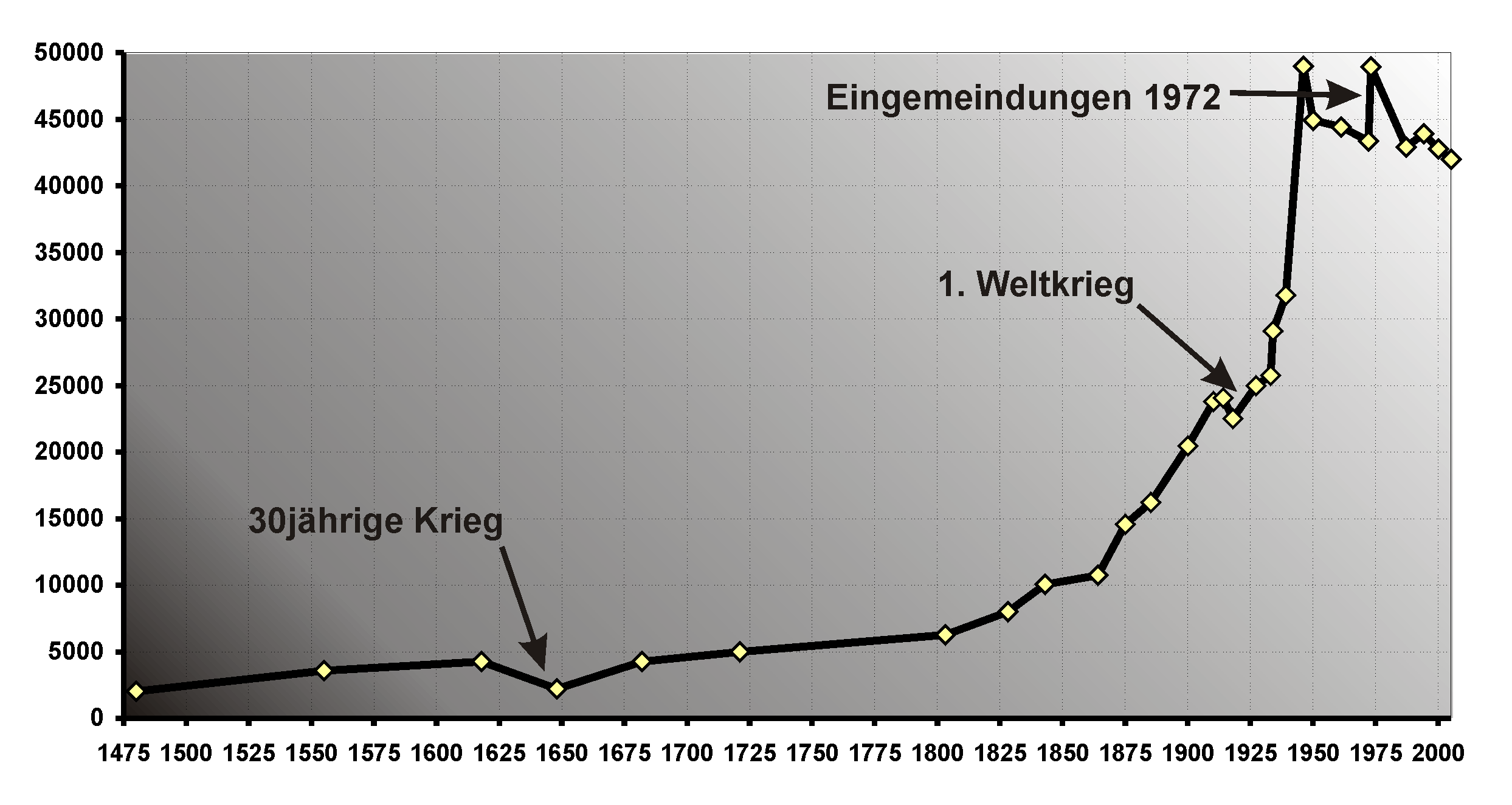
コーブルクの人口推移

1480年、この街に2,000人の住人が住んでいた。19世紀に人口が増え、1843年には10,000人に達した。1864年から1875年にかけて街の中心部はさらに発展し、およそ4,000人増加して14,570人となった。これは約37%もの人口増加にあたる。世紀の変わり目にはついに20,460人にまで増加した。第一次世界大戦により約10%の人口減少を見たものの、1927年にはこの街に25,000人の人が住んでいた。最初の市町村合併により1934年の人口は飛躍し、10%増の29,000人となった。人口が最大となったのは1946年で、15,000人の避難民を受け入れたために、人口は50,000人に達した。20世紀の終わりには、人口42,800人で、これ以後42,000人前後でわずかに変化しているが、軽い減少傾向にある。

## 政治

### 紋章

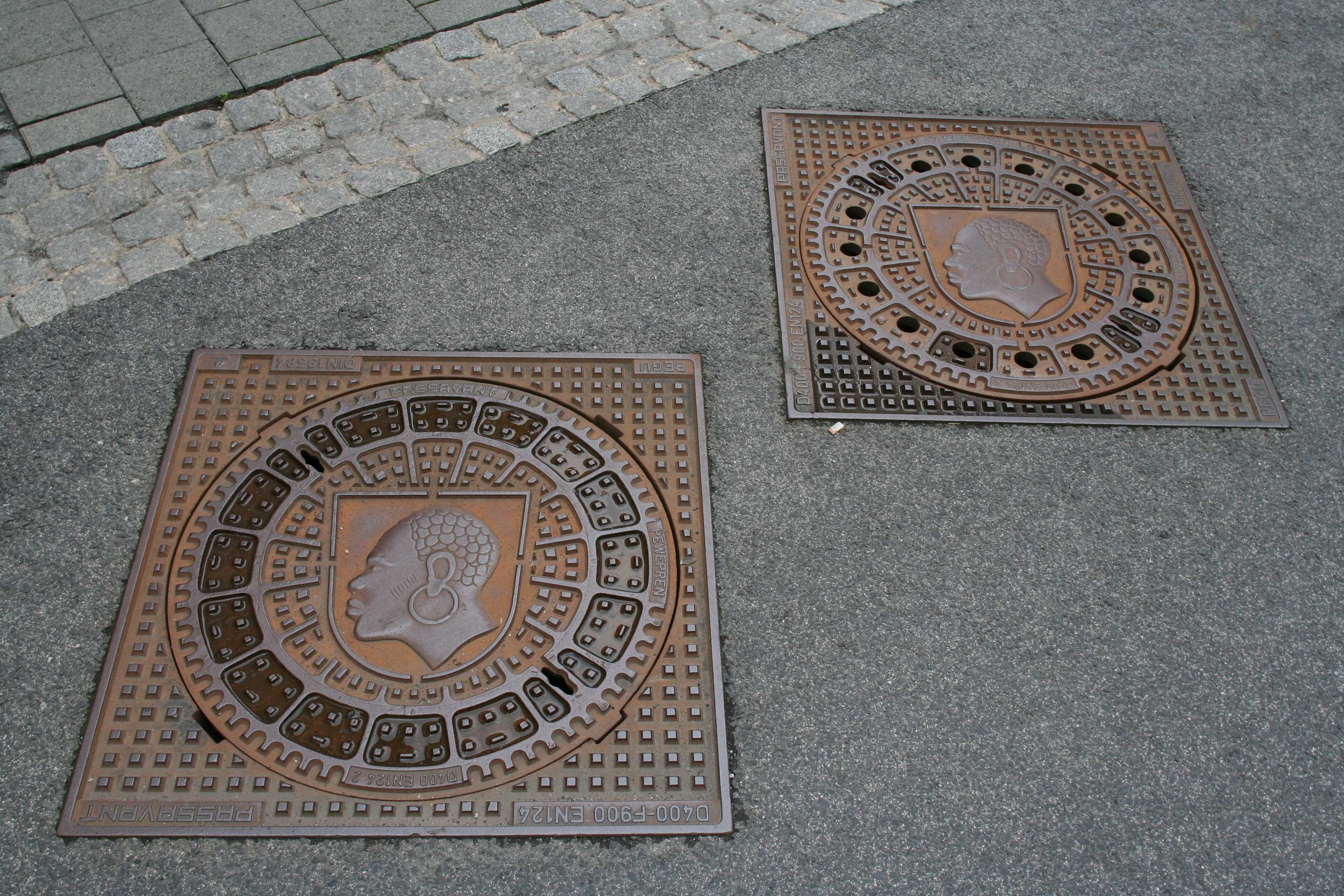
マンホールのふたに描かれた市章

1430年以降、コーブルク市の市章には聖マウリティウスが描かれている。マウリティウスは、紋章学的には、サン＝モール修道会の装いで、黒い肌を持つムーア人である。彼はこの街の守護聖人である。1934年からの国家社会主義体制の時代にはムーア人の紋章は剣とハーケンクロイツの紋章に置き換えられていた。

### 市議会
コーブルクの市議会は、大都市市長と自らの市条例で定められた40議席の議員から構成される。大都市市長は直接選挙で選ばれる。議員の任期は6年間である。2014年3月16日の地方選挙の結果に基づく議席配分は以下のとおりである。
- SPD: 14議席
- CSU: 10議席
- GRÜNE: 4議席、
- Christlich-Soziale Bürger: 4議席
- Freie Wählergemeinschaft Coburg: 3議席
- FDP: 1議席
- JUnge COburger: 2議席
- ÖDP (Ökologisch-Demokratische Partei): 1議席
- DIE LINKE: 1議席

### 市長
歴代市長(1. Bürgermeister)は、以下の通り。1900年以降は上級市長(Oberbürgermeister)。
- 1897–1924: グスタフ・ヒルシュフェルト (Gustav Hirschfeld)
- 1924–1931: エーリヒ・ウンフェアフェール (Erich Unverfähr)
- 1931–1934 フランツ・シュヴェーデ (Franz Schwede), NSDAP
- 1934–1937: オットー・シュミット (Otto Schmidt), NSDAP
- 1937–1938: ヴィルヘルム・レーライン (Wilhelm Rehlein), NSDAP
- 1938–1945: アウグスト・グライム (August Greim), NSDAP
- 1945（暫定委託）: アルフレート・ザウエルタイク (Alfred Sauerteig), NSDAP
- 1945（暫定委託）: オイゲン・ボルンハウザー (Eugen Bornhauser)
- 1945–1948: ルートヴィヒ・マイヤー (Ludwig Meyer)
- 1948–1970: ヴァルター・ランガー (Walter Langer), FDP
- 1970–1978: ヴォルフガング・シュタムベルガー (Wolfgang Stammberger), SPD
- 1978–1990: カール＝ハインツ・ヘーン (Karl-Heinz Höhn), 無党派
- 1990-2014: ノルベルト・カストナー (Norbert Kastner), SPD （1990年当時31歳のドイツで最年少の上級市長であった）
- 2014-2020: ノルベルト・テスマー (Norbert Tessmer), SPD
- 2020- : ドミニク・ザウアータイク (Dominik Sauerteig), SPD

### 姉妹都市
西ヨーロッパおよび北アメリカに6つの姉妹都市を持つ。
- ガーデン・シティ（ニューヨーク州、USA）、1951年
- アウデナールデ（ベルギー）、1972年
- ニオール（フランス）、1974年
- ガイス（イタリア）、1977年
- ワイト島 （イギリス）、1983年
- コーブール（オンタリオ州、カナダ）、1997年

## 文化と見所

### 劇場と映画

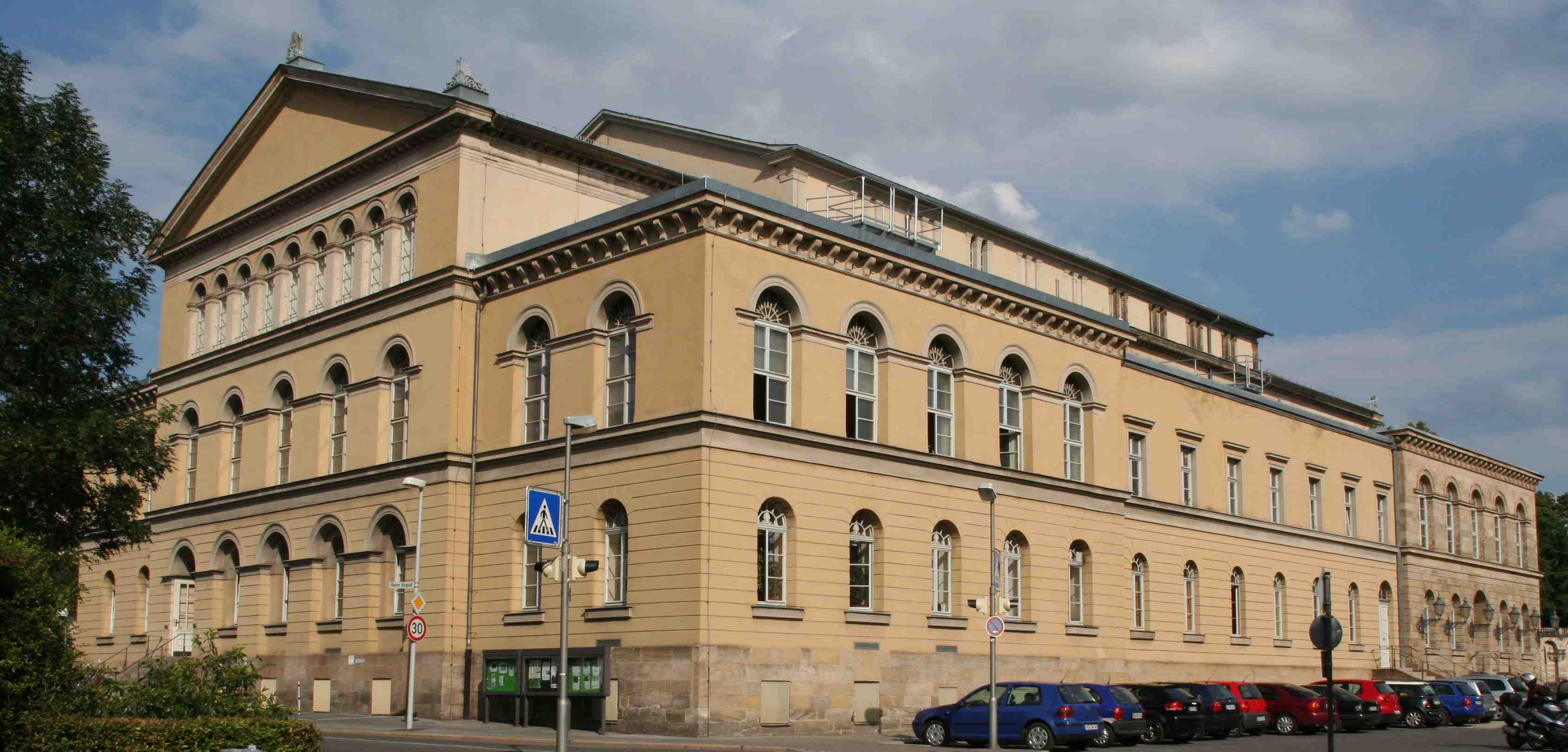
公立劇場

コーブルク公立劇場 （Landestheaters Coburg、バイエルン州とコーブルク市が共同で管理・経営している）の建物は、1840年代の公爵エルンスト2世の宮廷劇場の建物である。ほぼ同じ建物がゴーターにも同時に建設されたが、第二次世界大戦で破壊されてしまった。公立劇場は、今日ではコーブルクの最も美しい建造物の一つであり、シュロス広場の全体的な景観に調和した建物となっている。多くの部分からなるこの擬古典様式の建造物は、鏡の間や美しいオウディトリウムなども備えている。バイエルン州の共同出資（40%）によりバイエルン州第3の公立劇場となった。小さなドライ＝シュパルテン劇場（オペラ/オペレッタ、演劇、バレエ）や550席のグローセン・ハウス、99席のライトハレがある。

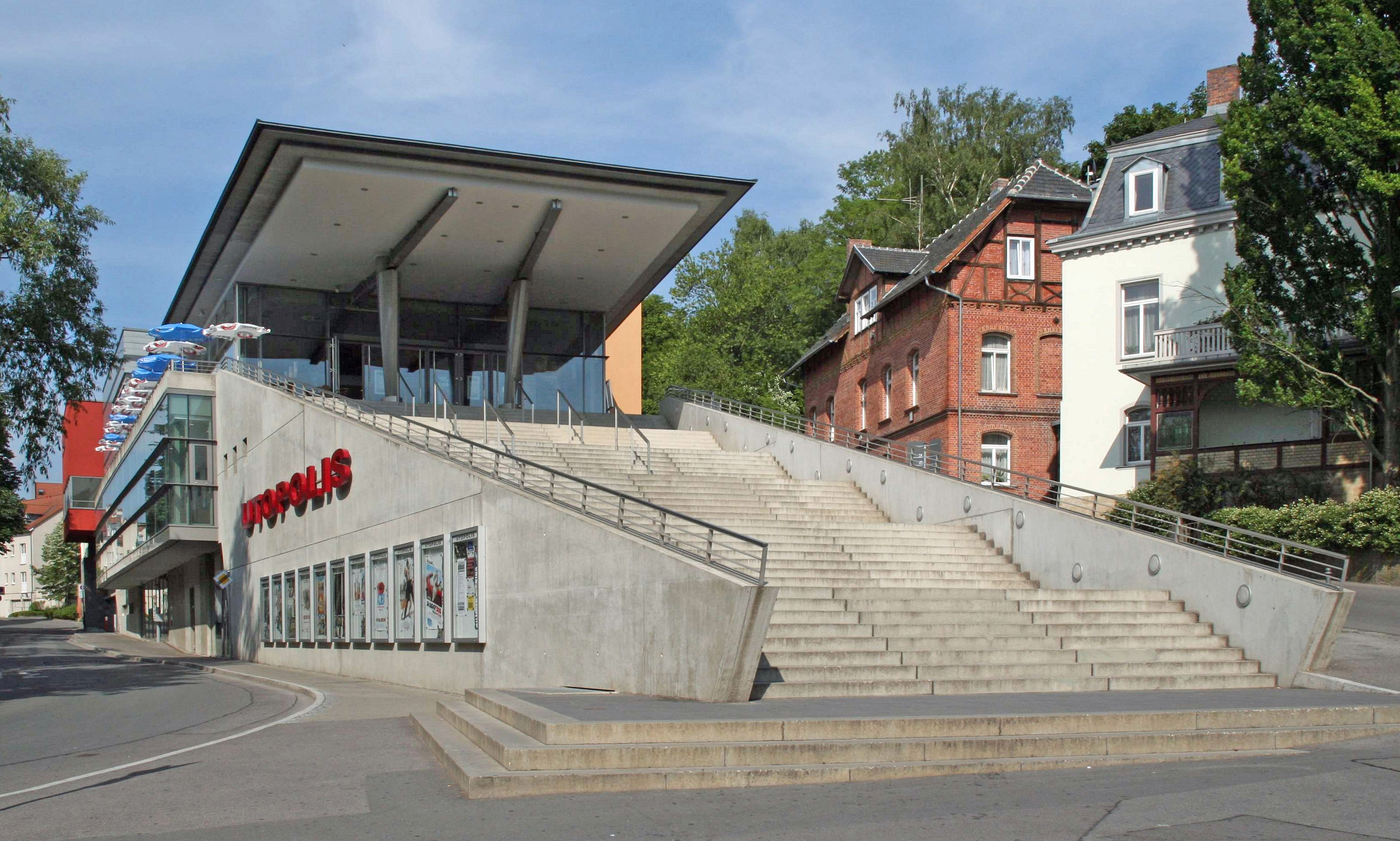
キノ・ウトポリス

この街には1920年から1975年に最大6つの映画館があった。現在では、この地域で最も近代的な9面のスクリーンを持つキノ・ウトポリス（Kino Utopolis）のみになった。ここにはバーやレストラン、ミュージック・クラブもあり、人気の施設である。この施設は、1919年に開業のウニオン・テアターがあった場所に、2001年に開業した。かつては600席の座席数をもつユーゲントシュティール様式の映画館であった。映画センターの新しい建築に課された条件の一つが、屋外の大階段を遺すことであった。

### 地方メディア
コーブルクはそれほど大きな街ではないにもかかわらず、2つの日刊紙がある。1886年に北バイエルン日刊新聞グループの地方紙として創刊された「コーブルガー・ターゲブラット」（Coburger Tageblatt）と1946年に創刊された「ノイエ・プレッセ」（Neue Presse）である。1986年以降は、メディア・グループ南ドイツ出版（Süddeutscher Verlag）が大部分を占めている。ラジオ放送局は、ラジオ1とラジオ・ギャラクシー・コーブルクの2局であるが、後者は若者情報を提供するラジオ・ギャラクシー・バイエルンの支局である。ホーフにあるTVオーバーフランケンはオーバーフランケン地方を対象とした地方テレビ放送局である。さらに詳細な情報についてはインターネットのネットマガジン「Cocoa」がある。ここではコーブルク周辺地方の毎日のイヴェント情報や、その背景情報を知ることができる。

### 建築物

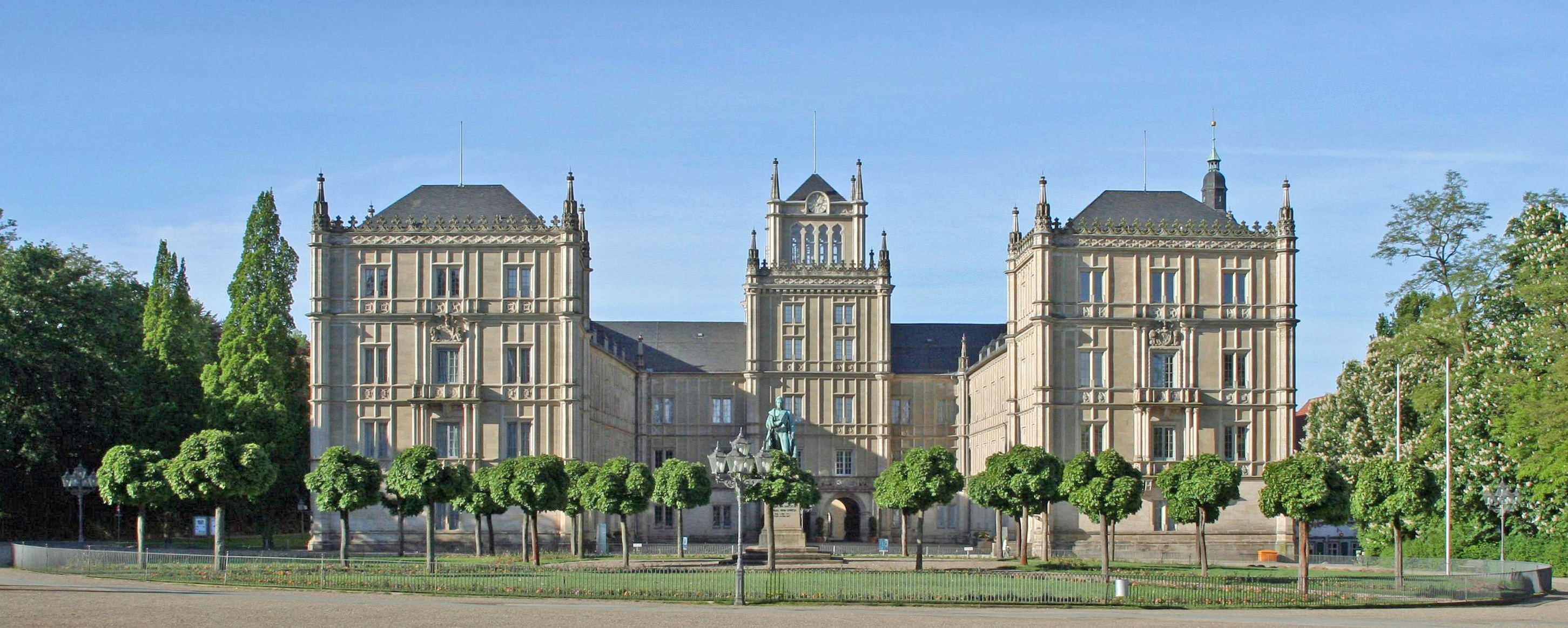
エーレンブルク城

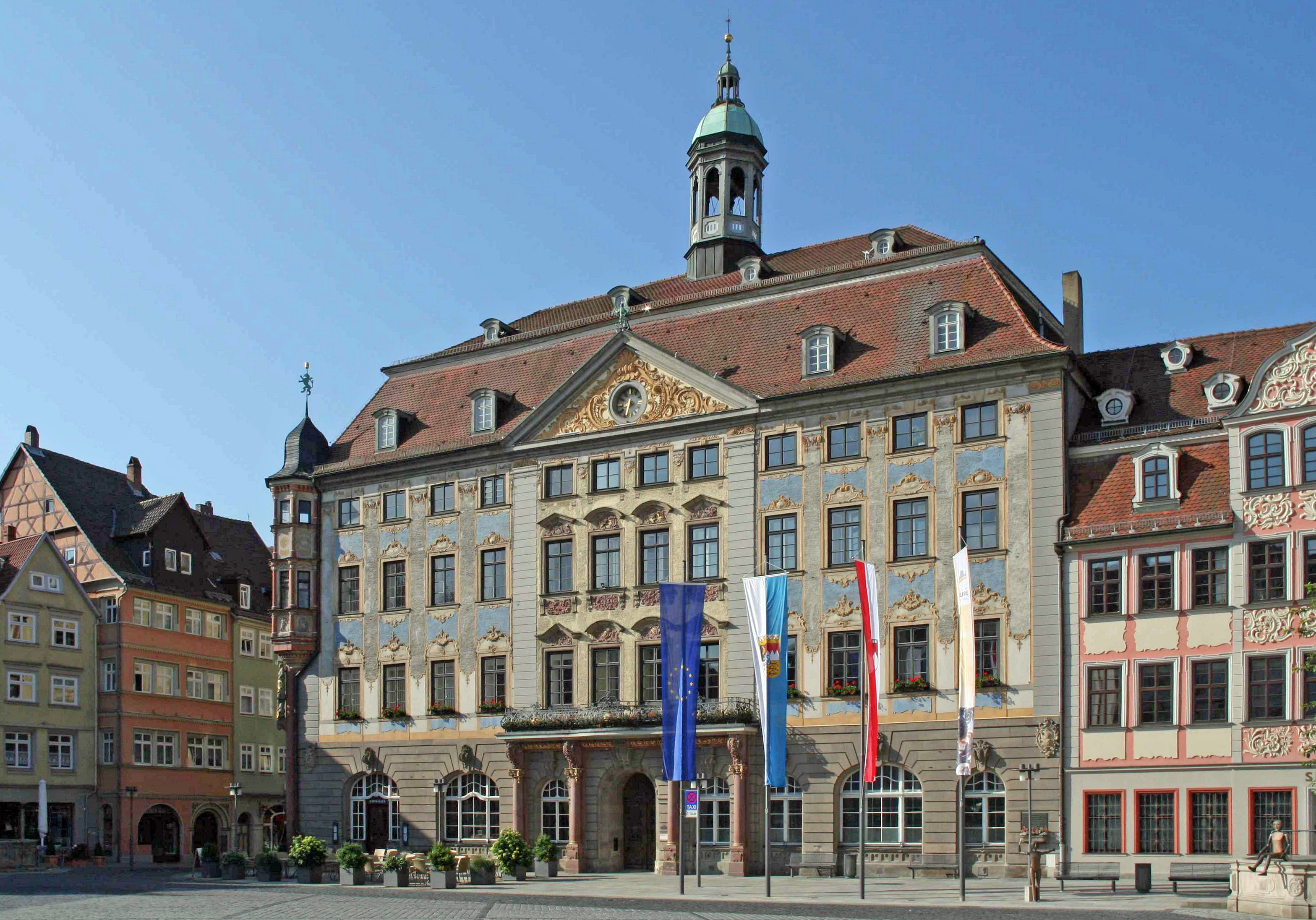
ラートハウス（市議会）

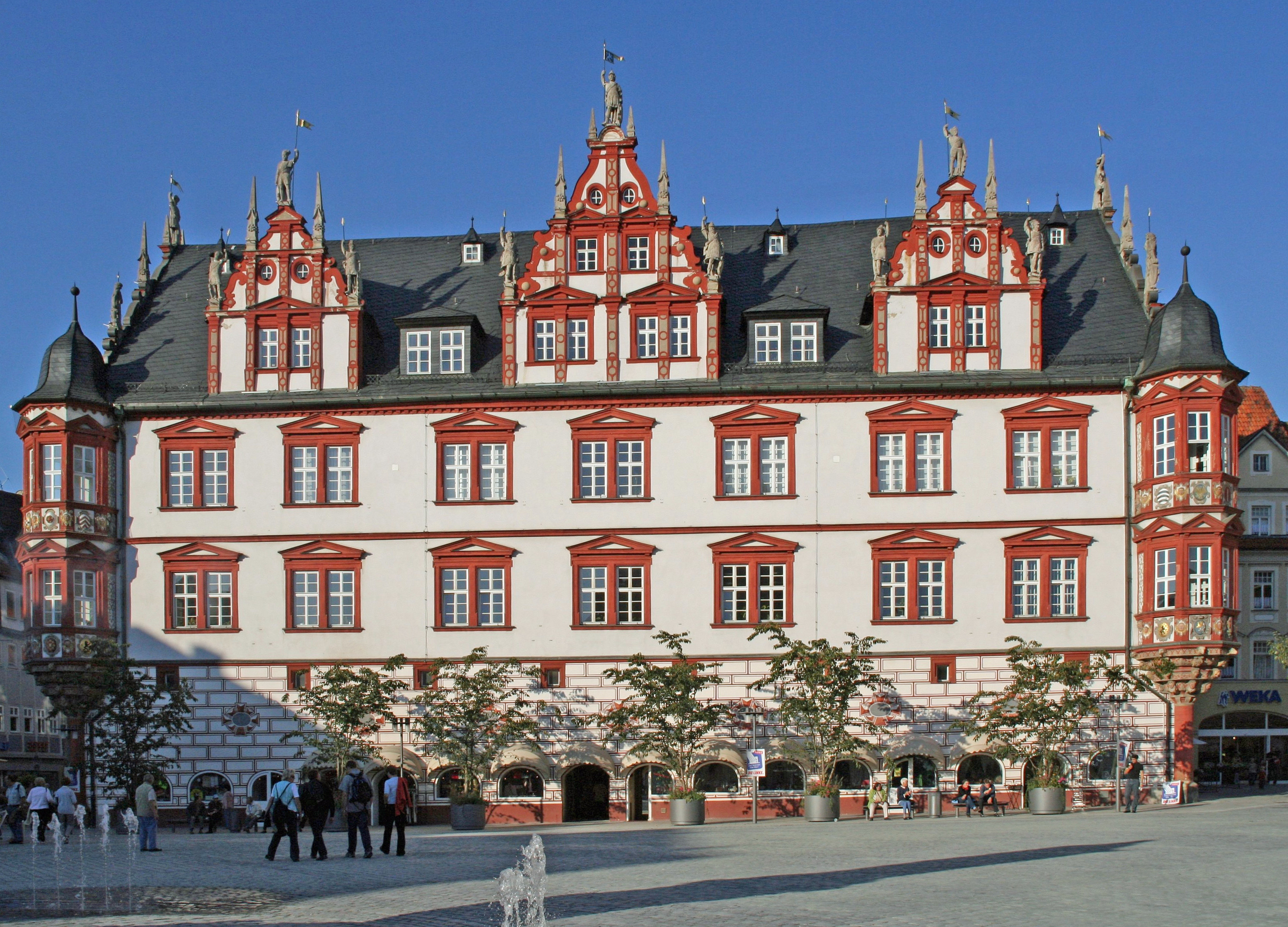
シュタットハウス（市庁舎）

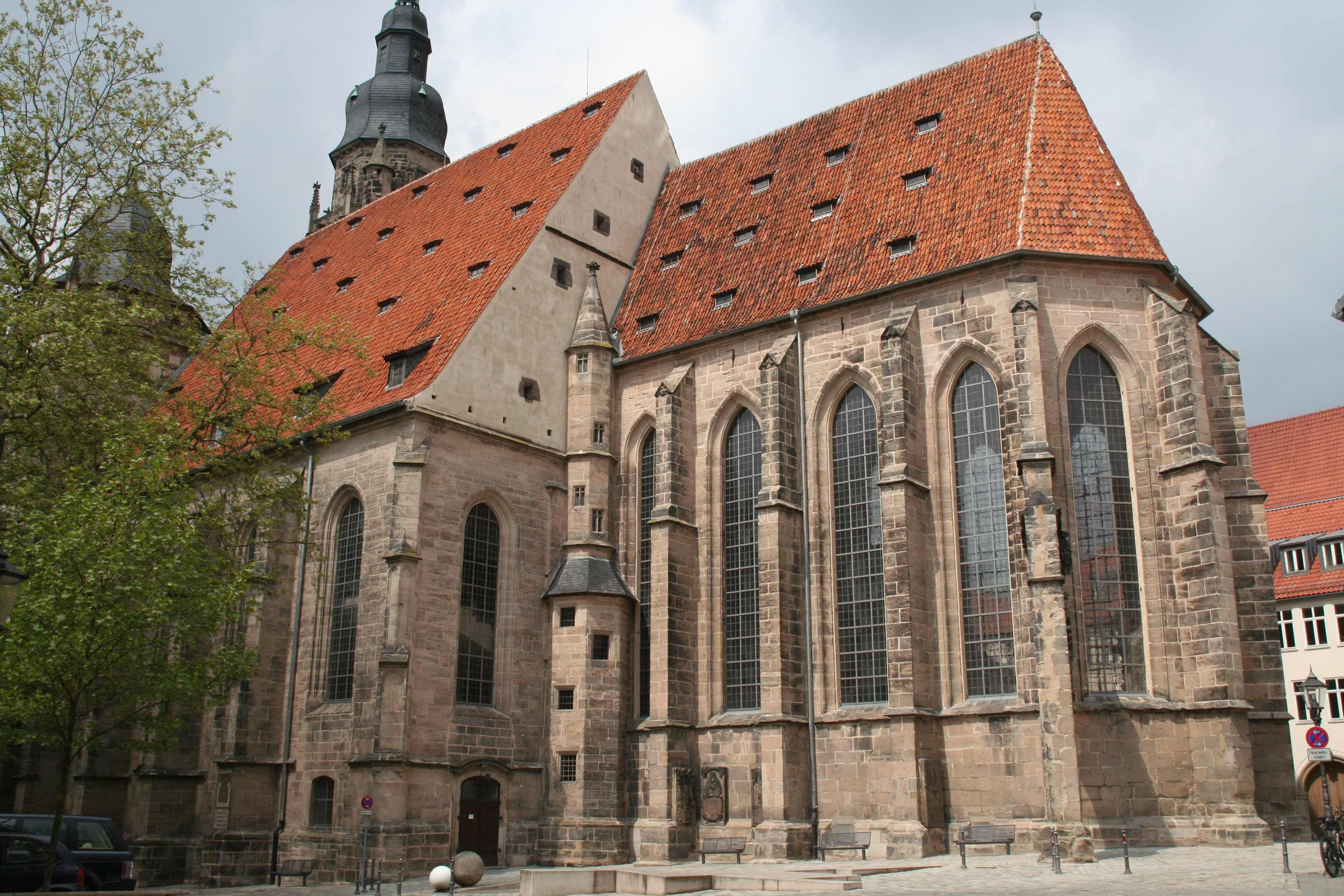
モリッツ教会

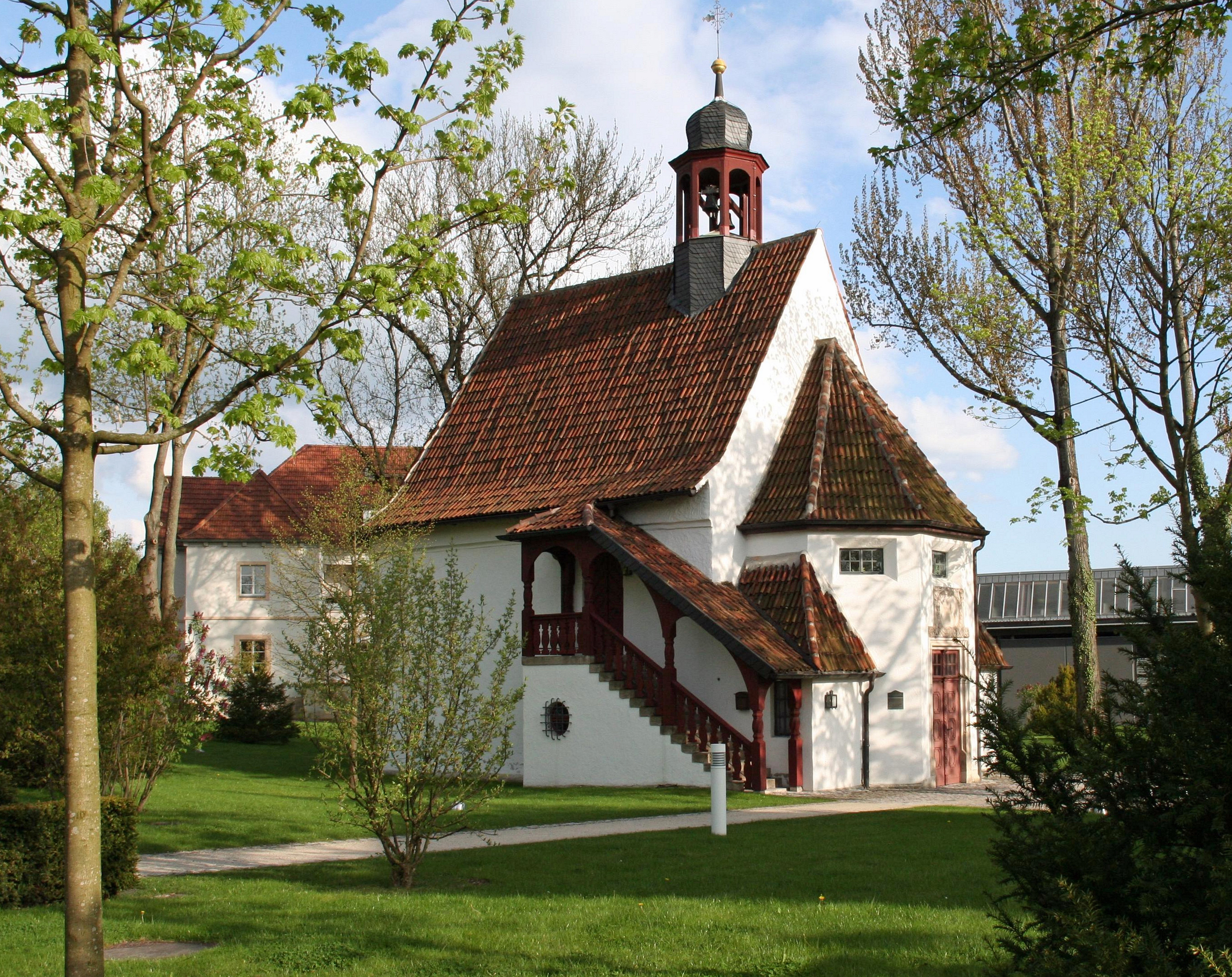
ニコラウス礼拝堂

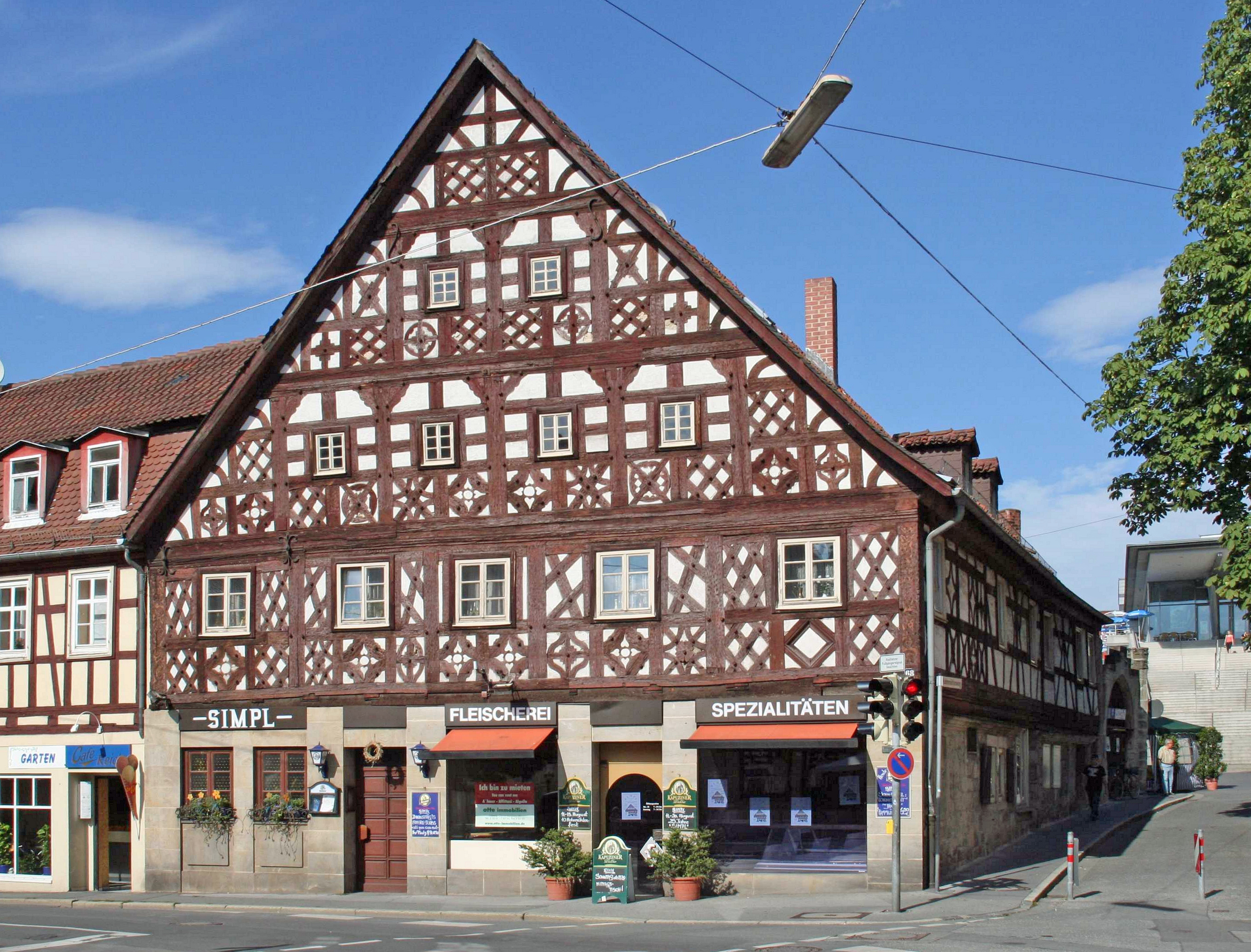
ハーンミューレ

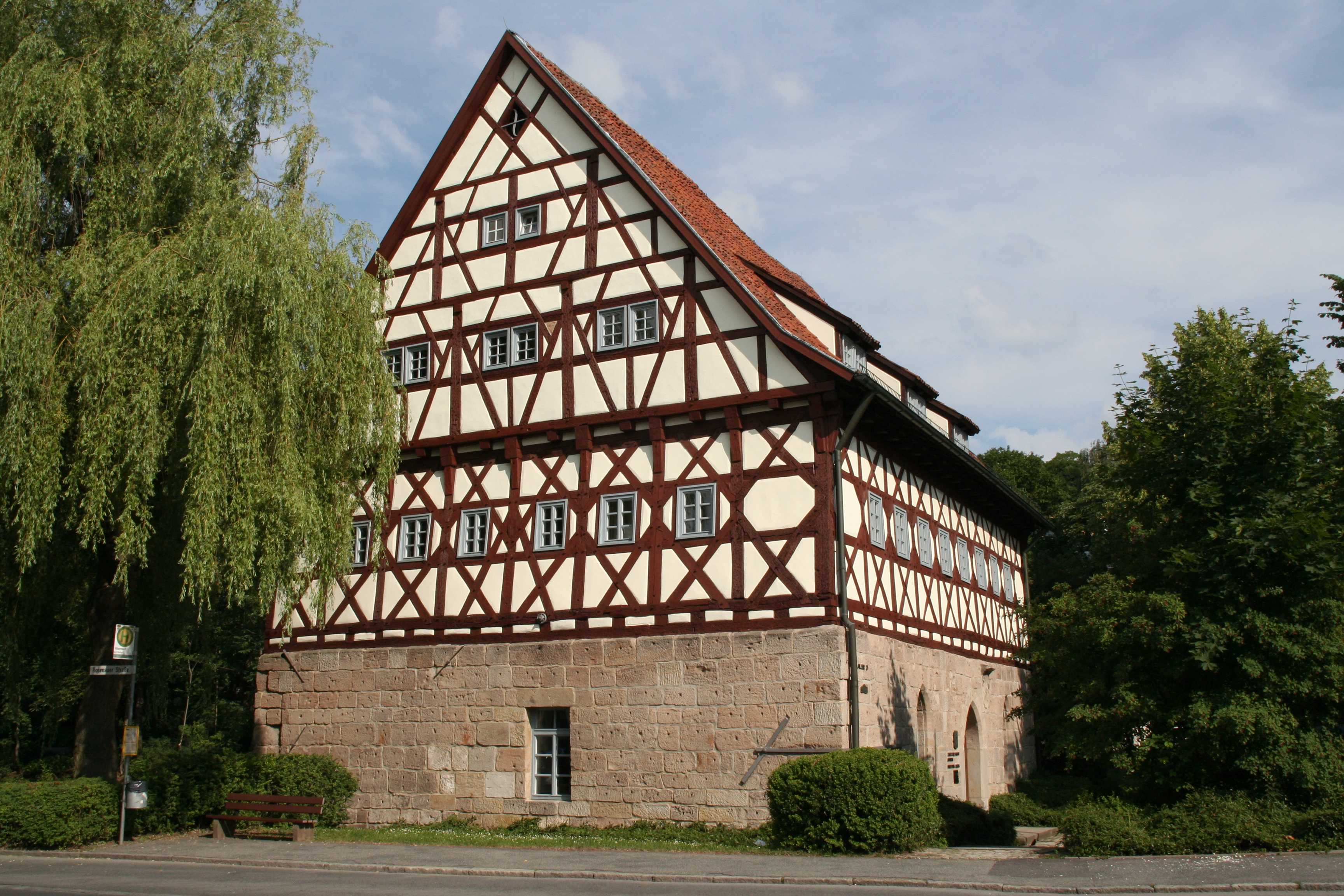
ローゼナウアー城

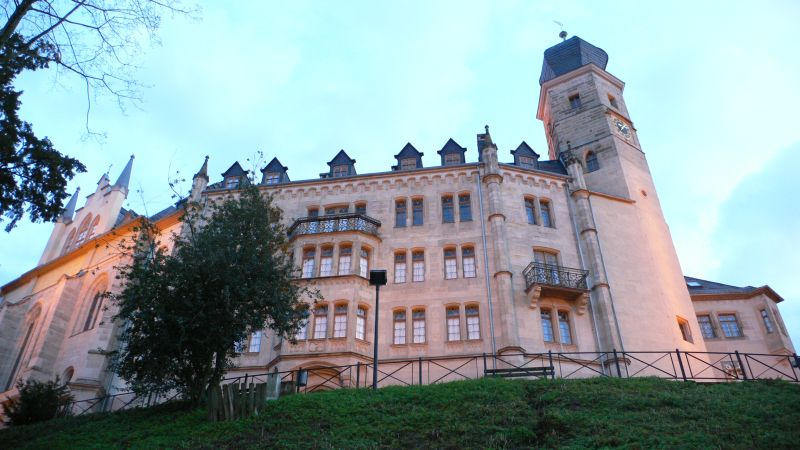
カレンベルク城

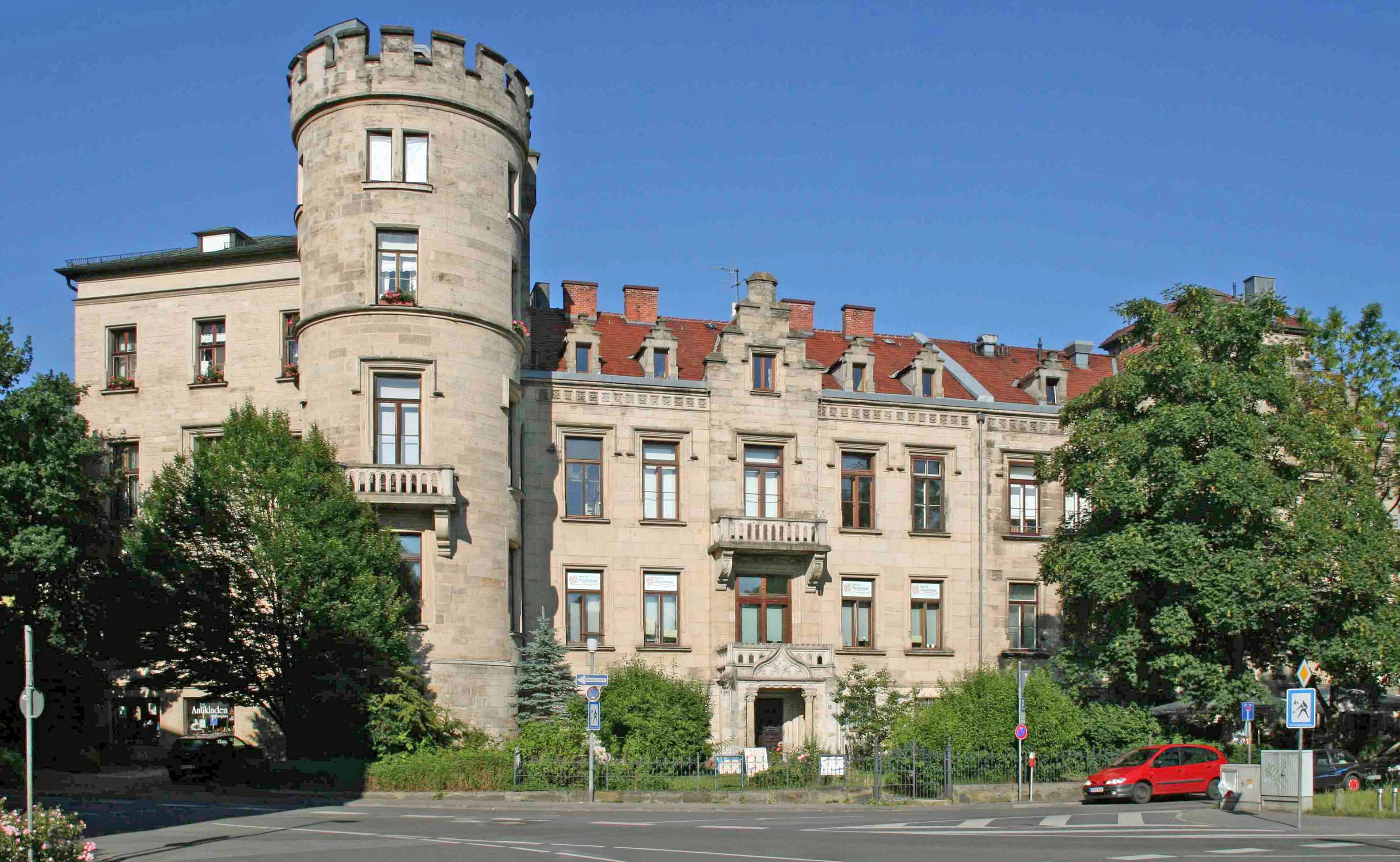
エルンスト広場

コーブルクは、ユーデン門、ケッチェン門、シュピタール門といった城門を持つ市壁の遺る、大変に保存状態の良い旧市街を持つ。この街には、見る価値のある建築や泉、歴史的な場所などが豊富にある。

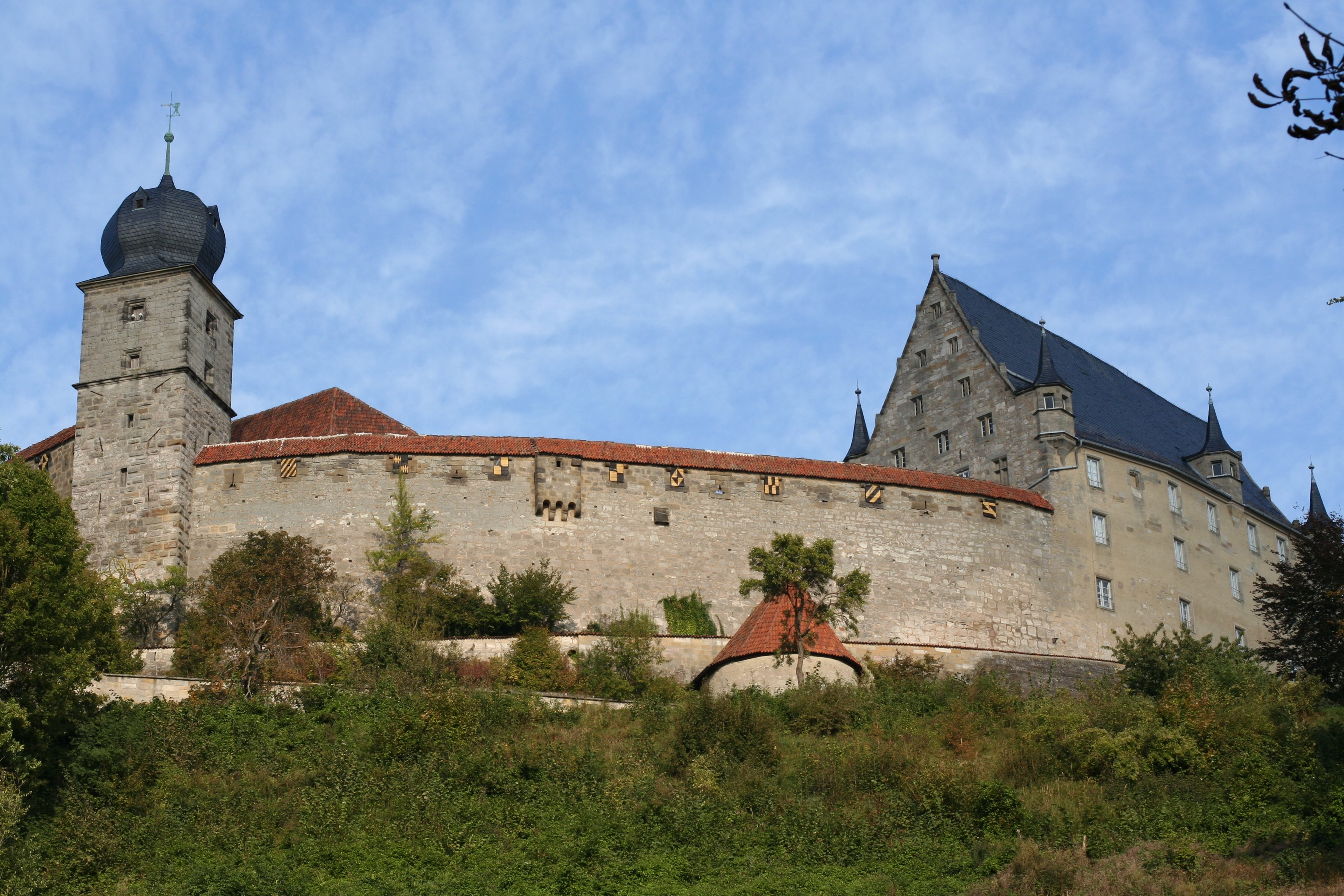
フェステ・コーブルク

フェステ・コーブルク（Veste Coburg、コーブルク城塞）
コーブルクの最も有名な建造物、フェステ・コーブルクは、街から170m上の丘に位置している。この城塞はドイツで最も広く、保存状態の良い城郭建造物の一つである。文献に現れるこの城塞についの最も古い記述は1225年のものである。17世紀には三重の塁壁が拡充された。現在ではかつての公爵家の収集美術品の美術館として使われている。
エーレンブルク城（Schloss Ehrenburg）
城塞の城山の麓にシュロス広場が位置する。この広場はかつての公爵の居城であるエーレンブルク城の回廊と王宮庭園、エジンバラ宮殿と公立劇場を擁している。この公園は1830年から1837年に整備された。中央には公爵エルンスト1世の像が建っている。エーレンブルク城の基礎は1543年にザクセン公ヨハン・エルンストによって築かれ、1623年から1627年にかけてヨハン・カジミール公爵によって彼の居城としてルネサンス宮殿へと拡張がなされた。西翼には、バロック様式の宮廷教会が1701年に増築された。19世紀になると、エルンスト1世はこの城に、現在見られるようなイギリス風のネオ・ゴシック様式のファサードを与えた。エーレンブルク城はコーブルク公立図書館および博物館として用いられている。
ラートハウス（市議会、Rathaus）とシュタットハウス（市庁舎、Stadthaus）
シュロス広場の近くに、ラートハウスとシュタットハウスに囲まれたマルクト広場がある。その中央には、ヴィクトリア女王から、彼女の夫君の故郷に贈られたアルバート公の像が建っている。女王は、5度目のコーブルク訪問中の1865年8月26日にこの像の除幕式に参列した。2004年から2005年の間にこの広場は改装がなされ、木が植えられ、新しい照明が設けられ、アルバート公の像の周りに池が作られた。
ラートハウスは3階建てでコーブルク式の張り出し部と、長さ27m・幅13mの大会議場を持つ建物である。1577年に建築家ハンス・シュラハターにより建立され、1750年と1903年に大規模な改築がなされた。これと向き合うシュタットハウスは、1601年に公爵ヨハン・カジミールが建設した。公爵の好みは装飾の多いファサードや多彩な壁絵を持つ後期ルネサンス様式の建築であった。
これに加えて特筆すべきは1543年に建築されたホーフ薬局 （Hofapotheke、宮廷薬局）で、これは正面の角に合唱隊と子供を抱いた聖母の像がある後期ゴシック様式の建築である。
教会
コーブルクの中心部のもう一つの記念碑的建築物は、1320年から1586年にかけて建設されたモーリッツ教会（Morizkirche）である。この教会はバイエルン福音ルター派教会に属する主要教会である。教会の最も古い部分である東の内陣は、1330年のものである。2つのユニークな塔を持つ西側部分は、1420年頃に建てられた。そしてさらに100年後に、教会堂の本体にあたる身廊の建立が実現した。1530年の復活祭週間にはマルティン・ルターがこの教会で説教を行っている。
カトリックの都市教区教会である聖アウグスティン教会（Stadtpfarrkirche St. Augustin）は、公立劇場の裏手にある。侯爵の墓を持つネオ・ゴシック様式の教会である。この建物は、ヴィンチェンツ・フィッシャー＝ビルンバウムの設計により、1855年から1860年に建造された。
旧市街にはこの他に、ウンテレン・アンラーゲにザルヴァトール教会（Salvatorkirche）がある。この教会は、1494年に建設されたサルヴァトール墓地に隣接して建てられた、福音派・ルター派の墓地教会である。一つのホールに3つの内陣を持つこの教会は、1660年から1662年に建造された。
旧市街地域では他に聖ニコラウス礼拝堂（St. Nikolauskapelle）も紹介する価値がある。この礼拝堂は、1473年にハンセン病患者の治療礼拝堂として建造され、現在は市の所有物となっている。1529年からは福音派の礼拝堂、1806年からはカトリックの礼拝堂、1873年から1932年の間はユダヤ教のシナゴーグとなった。この教会はおそらく、シナゴーグに改装されたドイツ唯一の教会であろうと推測される。ユダヤ人のコミュニティは1932年の終わりに、所有者である市に対して利用権の解約を申し入れた。1946年からは自由教会派の礼拝堂、そして1962年からは古カトリック派の礼拝堂と曲折をたどった。
かつての市域の北側にあたるイッツ川沿いに聖十字架教会（Heiligkreuzkirche）がある。福音派・ルター派の教区教会で、ゴシック様式の内陣は1401年から1407年に、長堂は1413年に作られた。1735年から1739年にバロック様式の内装を持つホール式教会に改装された。化粧漆喰の天井やオルガンの前面パイプはこの時に作られたものである。
市内中心部のその他の建築物
モーリッツ教会の近くには、ギムナジウム・カジミリアヌム（Gymnasium Casimirianum）がある。1605年に建てられたルネサンス様式の建築である。シュロス広場とマルクト広場の間のヘルンガッセに建つツォイクハウスも同じ時代、1621年に兵器庫として建設された。後に後期ルネサンス様式で拡張され、用途を変えた。現在では州立文書館となっている。
木組み建築の文化財建造物としては、1317年に貨幣鋳造者の館として建造されたハーンミューレ（Hahnmühle）がある。1288年の文書に登場するかつてローゼナウに住んだ貨幣鋳造者の一族の館である。この建物は1333年から遺っているもので、ドイツで最も古い木組み建造物の一つとなっている。
城館
王宮所在地としての長い歴史を反映して、コーブルクには、エーレンブルク城の他にも多数の小さな城館がある。
公立劇場の近くにビュルクラス城（Bürglaß-Schlösschen）がある。これは、フリードリヒ・ヨシアス・フォン・ザクセン＝コーブルク＝ザールフェルトが建立した。今日では、コーブルクの戸籍役場となっている。その北側、リッターシュタイヒにローゼンアウアー城がある。この城館は1435年建造の木組み建築である。
後の市町村合併で合併した地区にも城館建築がある。
ケッチェンドルフ地区の広大な公園の真ん中に、19世紀初めのシュトレツナウ男爵夫人が建造したネオ・ゴシック様式のケッチェンドルフ城（Schloss Ketschendorf）がある。この建物は、1956年以降ユースホステルとして用いられている。
バイアースドルフ地区にあるカレンベルク城（Schloss Callenberg）は、1122年の文書に現れ、1825年以降は公爵の夏の王宮となった城である。この城は3つの翼を持つ城館構造となっており、バイエルンにおけるネオ・ゴシック様式の優れた作例の一つである。1998年以降は公爵家の収集品の私的な展示施設として用いられており、また2004年からは射撃博物館としても用いられている。
14世紀のノイホフ城（Schloss Neuhof）は、コーブルク東部のノイ・ウント・ネーアスホフ地区にある。陸軍元帥アルブレヒト・フォン・ローン伯爵が最も有名な所有者で、この城にイギリス式の庭園を造成した。
コーブルクのショイエルフェルト地区デーフレス集落にあるアイヒホフ城（Schloss Eichhof）は1440年の文献に登場する。この城は現在でもコーブルク家の所有物で、その農場の経営管理を行っている。
ネオ・ゴシック様式の建築群
ヨハン・カジミール公爵の摂政政治の下、彼のお抱え建築家であったペーター・ゼンゲラウプは街の景観をルネサンス様式の歴史的建造物で作り上げていった。たとえば、かつての宮廷庁舎（現在の市庁舎(Stadthaus)）、武器庫やギムナジウム・カジミリアヌムなどである。しかし最も本質的な新建築の頂点は19世紀の建築家ユリウス・マルチネットによってもたらされた。彼は、当時ですら『ザクセ＝コーブルク・アンド・ゴータ』と英語で呼ばれたイギリス風の王の居館を建築し、尊敬を集めた。これは当時としてはまさに「革命的」な建築であり、泡沫会社乱立時代の建築様式、すなわち、ネオ・ゴシック様式の建造物である。ギリシア語の「Neo（新）」という接頭語は、ゴシック建築をまねた（尖塔や小尖塔などが特徴）、いわば『新版』であることを意味し、18世紀にイギリスでは終息したゴシック・リバイバル建築のことである。コーブルクは、都市計画上、この建築様式を採り入れた。エーレンブルク城は、カール・フリードリヒ・シンケルが、世界的に有名なネオ・ゴシック建築の代表作、すなわちロンドンのウェストミンスター宮殿との「建築上の類似性」を指摘した、そのファサードを露わにしている。さらにそればかりか、当時のコーブルクで起こったネオ・ゴシック建築のブームは都市計画の宝である。コーブルクにおけるこの特殊な発展は建築史上ユニークなものでヨーロッパ大陸で類を見ないものと言われる。コーブルクでは、かつての環状の市壁のかなりの部分に沿うようにネオ・ゴシック建築が密集している。古い市壁の跡が、後にネオ・ゴシック様式のブルジョアの家を建築する際の基礎として利用されたためで、これもまた特色の一つである。コーブルクのネオ・ゴシック建築の魅力は、特別な記念碑的な建築物単体や狭い市域に制限されているのではなく、そのアンサンブルにある。というよりはむしろ、ネオ・ゴシックの統一した町並みのベルトに取り囲まれていると言うべきだろう。それはエルンスト広場から、アルベルト広場を通り、ケッチェンター地区に分岐し、ウンター/オーバー・アンラーゲ、シュロス広場、シュヴァルツ・アレーと来て、駅前通りへの分岐があるラーゼンアウアー通りまで全長約2km、旧市街の大部分に及ぶ。このネオ・ゴシックの散歩道からは、例外なく、緑地帯（かつての濠の跡）や木々の植えられた公園（アルベルト広場、エルンスト広場、シュロス広場、リッタースタイヒ）が目に入る。コーブルクの旧市街の町並みは、並はずれて完全無傷なすばらしいネオ・ゴシック建築のアンサンブルで、都市計画の大規模な性格を示している。コーブルクのネオ・ゴシック建築の町並みは、歴史上重要な建築様式の証拠であり、専門家にとっては国際的にも、（これに匹敵するようなネオ・ゴシック建築の町並みは、それが起こったイギリスにもほとんど遺されていない）理想的な研究対象であり、歴史の秘密を握っているものである。

### 公園

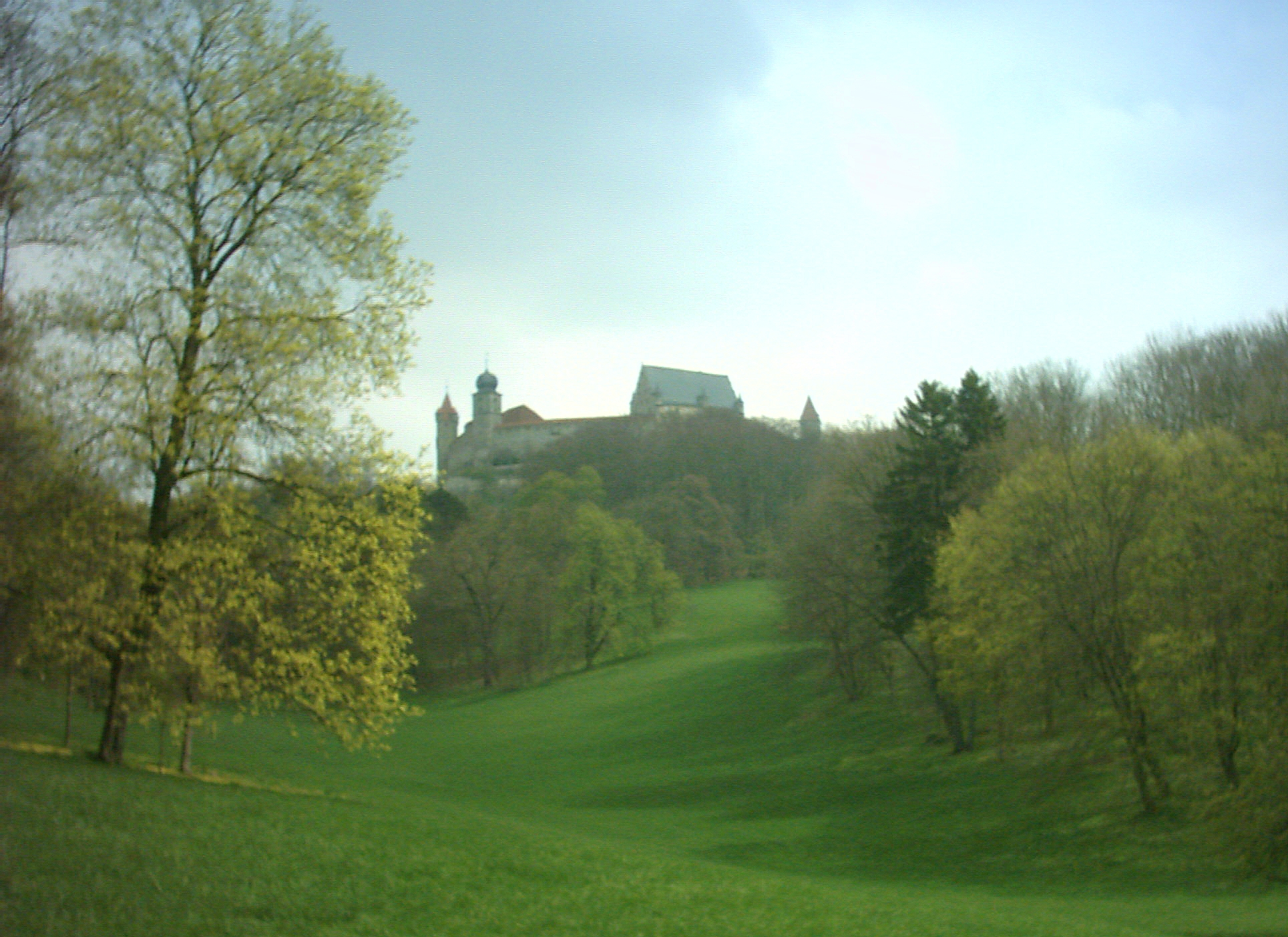
ホーフガルテンからフェステを望む

シュロス広場と城山の間にあるホーフガルテン（Hofgarten、王宮庭園） は、1680年にアルブレヒト公爵が造成させた5.5haの広大なバロック庭園に起源を持つ。現在の、地元のあるいは国外の珍しい木々を多数持つイギリス庭園となったのは、1857年に公爵エルンスト2世によってフェステ・コーブルクまで拡張されたときである。今日では街の中心に位置することから、市民の憩いの場として活用され、また同時に新鮮な空気を供給する森として機能している。この公園には、1899年のエルンスト2世の騎馬像、フランツ公爵とその妻の墓所(1816年/1817年)、アルフレート公爵の泉(1904年)、コーブルガー・コンヴェント（恒例行事の項参照）の記念碑(1926年)がある。
東の濠が埋め立てられ、緑地帯となった結果、ホーフガルテンとローゼンガルテンとが会議場のあたりで結ばれた。ローゼンガルテンはかつては街の外で、農夫の牧草地であった。1929年にこの場所で、ドイツ・バラ展が開催され、20万人近くの見物客が訪れた。この庭園は、80年代に手が加えられ、約70種のバラと、エキゾチックな鳥たちが住む大型のケージが備えられた。さらに、コーブルクの芸術家フェルディナント・レプケ作のジンフルトの泉が設置された。
このほかの小さな公園としては、ノイゼス地区のリュッケルト公園、ビュルクラス小城に隣接するヨシアス公園やイッツ川沿いの遊歩道などがある。

### 博物館
コーブルク・フェステ文化財博物館
コーブルクの最も優れた博物館はコーブルク・フェステ文化財博物館 (Kunstsammlung der Coburger Veste) で、コーブルク伯爵家の収集品に由来する。9世紀間に及ぶ芸術作品や美術工芸品がここで見られる。この中には、ルーカス・クラナッハの26枚の絵画、膨大な甲冑や兵器あるいは狩りの道具のコレクションや他に類のないガラスのコレクションがある。

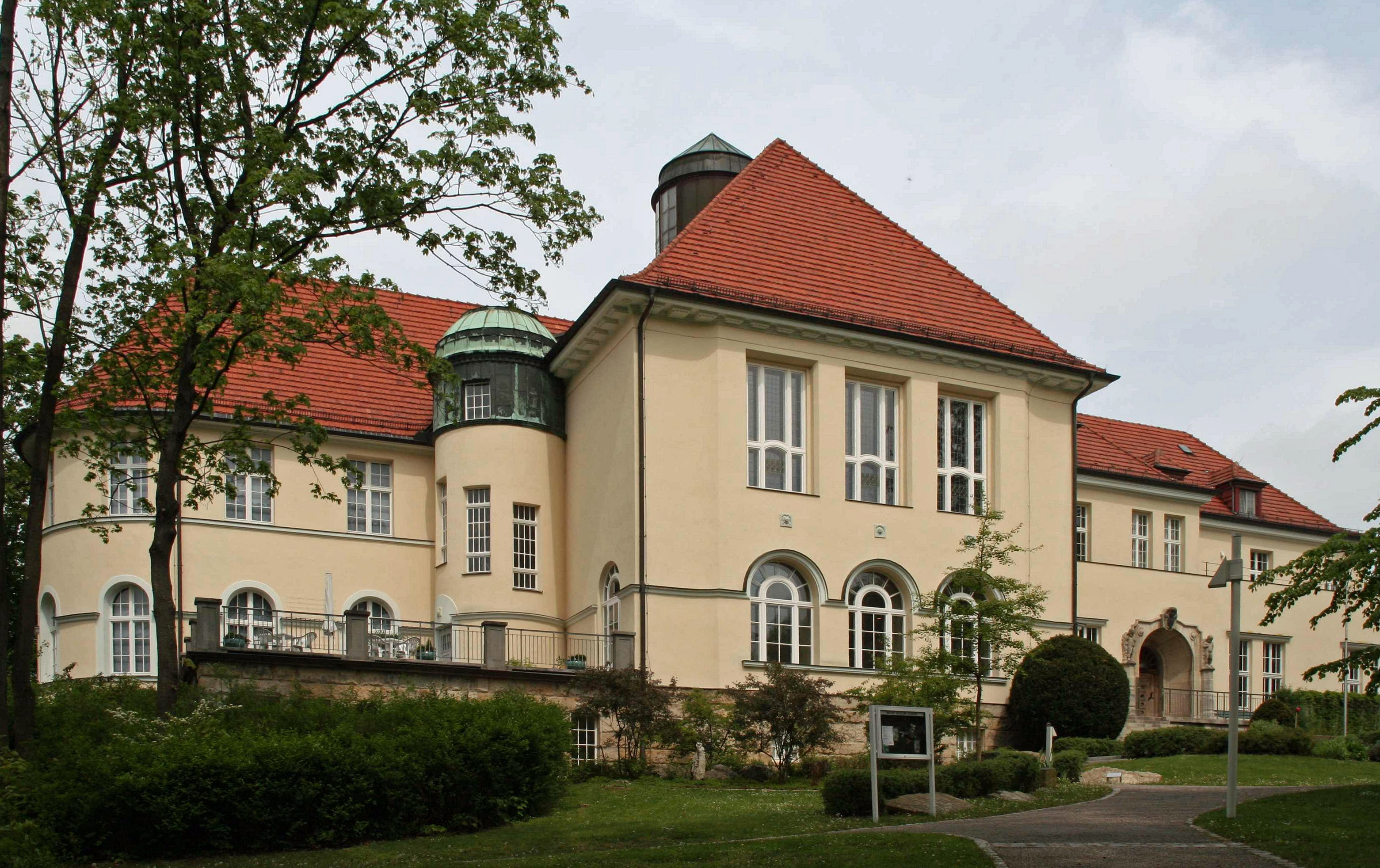
自然文化博物館
自然文化博物館 (Naturkundemuseum) は、1844年に創設された「公爵家の芸術と自然に関する陳列室」に起源を持ち、1914年に現在の場所である王宮庭園に移された。総面積4800m²の展示室では、鉱物学、地学、古生物学、考古学、民俗文化、進化といったテーマ別に展示がなされている。
その他の博物館
その他には、エーレンブルク城の近くに人形博物館 (Puppen-Museum) があり、芸術品の人形が多数展示されている。ノイゼス地区にはフリードリヒ＝リュッケルト博物館があり、キルヒホフには出土品博物館 (Grabungsmuseum) がある。これは聖モリッツ教会付近の役場の地下から発掘されたかつてのベネディクト会司教ゆかりの品で陶器などが展示されている。王宮庭園のコーブルク芸術協会の建物では、1986年から現在芸術作品が交替で展示されている。
バイエルスドルフのカレンベルク城では、1998年以降、「公爵家の芸術品展示 (Sammlung Herzoglicher Kunstbesitz)」がなされ、何世紀も前の家具、絵画、陶磁器、芸術工芸品が展示されている。すばらしいタイムカプセルを見学することができるのだ。2004年からは、ここにドイツ射撃博物館 (Deutsche Schützenmuseum) が創設された。

### 水族館
コーブルクのノイゼス地区には私営の「シー・スター水族館」がある。650m²の展示スペース、55の水槽で見学者は650種以上の魚、とりわけ17種のサメを見学することができる。

### スポーツ
サッカーは16チームあり、中でもDVVコーブルクは2006年まで州リーグで戦っていた。コーブルクではサッカーと並んで伝統的な射撃が重要なスポーツである。多くの射撃愛好会があり、コーブルク射撃協会1354 (Schützengesellschaft Coburg 1354) は、男子空気銃でブンデスリーガ2部に所属する。変わった種目では、ダンス競技(de:Gadetanz)がある。Tanzsportgarde Coburger Mohr e.V.は、ドイツ全土で好成績を収めているチームの一つである。4つのドイツ選手権のタイトルと数多くのオーバーフランケン、フランケン、あるいは南ドイツ選手権のタイトルを獲得し、2006年の南ドイツ選手権大会を主催した。（ただし、コーブルクには小さな競技場しかなかったためバイロイトで行われた。）ハンドボールの南部地区リーグで男子1部リーグのHSC2000コーブルクも多くのファンを集めている。ホームゲームでは、1,270人のキャパシティの体育館に1,000人以上の観客がやってくる。オリエンテーリングでもコーブルクはその存在感を増している。2005年の男子ドイツ選手権で優勝し、連邦ランキング入りを果たした。

### 恒例行事
コーブルクでは、ブラジル外では最大のサンバ・フェスティバルが毎年行われている。このフェスティバルは1992年以来毎年7月の3日間に10万人以上の観客を集めて行われている。2006年7月7日から9日には、8つの国から、80以上のサンバグループ、2200人以上が参加して市内9つのステージでサンバを披露した。第16回のサンバフェスティバルは、2007年7月13日から15日に行われる予定である。コーブルクは、コーブルクガー・コンヴェント (Coburger Convent, CC) の開催地でもある。これは、学生連合の協議会で、毎年、聖霊降臨祭（復活祭後の第7日曜日）の日に、会議、祝宴、たいまつ行列やスポーツ・イヴェントが開催される。
年に数回、コーブルク・バッハ合唱団によるクラシック・コンサートが聖モリッツ教会で行われる。さらに、7月末になると「バイエルン北部で最大のパーティー」と称されるシュロスプラッツフェストがエーレンブルク城と公立劇場との間で挙行される。
空き地の緑地帯では、春には春祭りが、8月の初めには射撃祭が行われる。これはコーブルク射撃協会1354 の主催によるもので、多くの観客を集める。
12月には伝統的な市であるクリスマス市 (Weihnachtsmarkt) が開催される。また、年に2回土曜の夕方から日曜日にかけて市内全域でコーブルクのノミの市が開かれる。
さらにここ2、3年は、ヨハン・シュトラウス音楽の日とコーブルク・アレクサンダー・ギラルディ国際歌唱コンクールが行われている。これにより街の人々は、1887年にコーブルク市民となったワルツ王を偲ぶのである。音楽の日は、最も近いところでは、2006年6月19日から7月2日に開催された。

### 名物料理
- コーブルクの最も知られた名物料理はコーブルク風ブラートヴルスト（粗びきソーセージ） (Coburger Bratwurst) である。これは正真正銘の典型的なコーブルク料理である。特徴は焼き方にあり、木材や木炭を用いるのだが、特に乾燥させたマツボックリを使うのが良い。マルクト広場には日中であれば年中、ブラートヴルストのスタンドが営業している。ソーセージの長さは、ラートハウスの破風に描かれた街の守護聖人マウリティウスが持っている元帥杖の長さと同じだと言われている。
- 他の名物料理としてはコーブルク風クレーセ（Coburger Klöße）がある。これは半生のジャガイモ（これがテューリンゲン風）と茹でたジャガイモ（これがフランケン風）を半分ずつ混ぜたジャガイモ団子である。団子の中には揚げたサイコロ状の白パンが入っている。
- コーブルガー・シュメッチェン (Coburger Schmätzchen) は蜂蜜を入れたクッキーの一種。このバリエーションであるコーブルガー・ゴルトシュメッチェン (Coburger Goldschmätzchen) はチョコレートでコーティングして、金箔を散らしたもの。
- ホーフ薬局が製造販売するホーフ・リキュール (Hoflikör) はハーブ・リキュールの一種で、秘伝のレシピに基づいて手作業で作られている。

## 経済と社会資本
コーブルクは、バイエルン州でも強力な経済力を持っている。過去には周辺地域の経済変動に十分に対抗してきた。この実り豊かな経済は、幅広い専門性と様々な経営規模がミックスされていることに負うところが大きい。

### 経済の統計データ
以下のデータは、コーブルク商工会の担当地域の産業指数とバイエルン州統計局の2002年12月31日または2003年6月30日現在のデータに基づくものである。
- 179の企業は、24,020人の従業員を持ち、総売上28億7000万ユーロ、輸出率37.0%を達成した。
- 全体では、28,023人の従業員が職に従事し、2,592人が失業していると報告されている。

就業者の内、約46%がサービス部門、35%が製造部門、19%が販売および運輸部門に従事している。約18,000人が日中はこの街に通勤してくる。官庁や公的機関には約3,000人の職場が存在する。

#### 地元企業

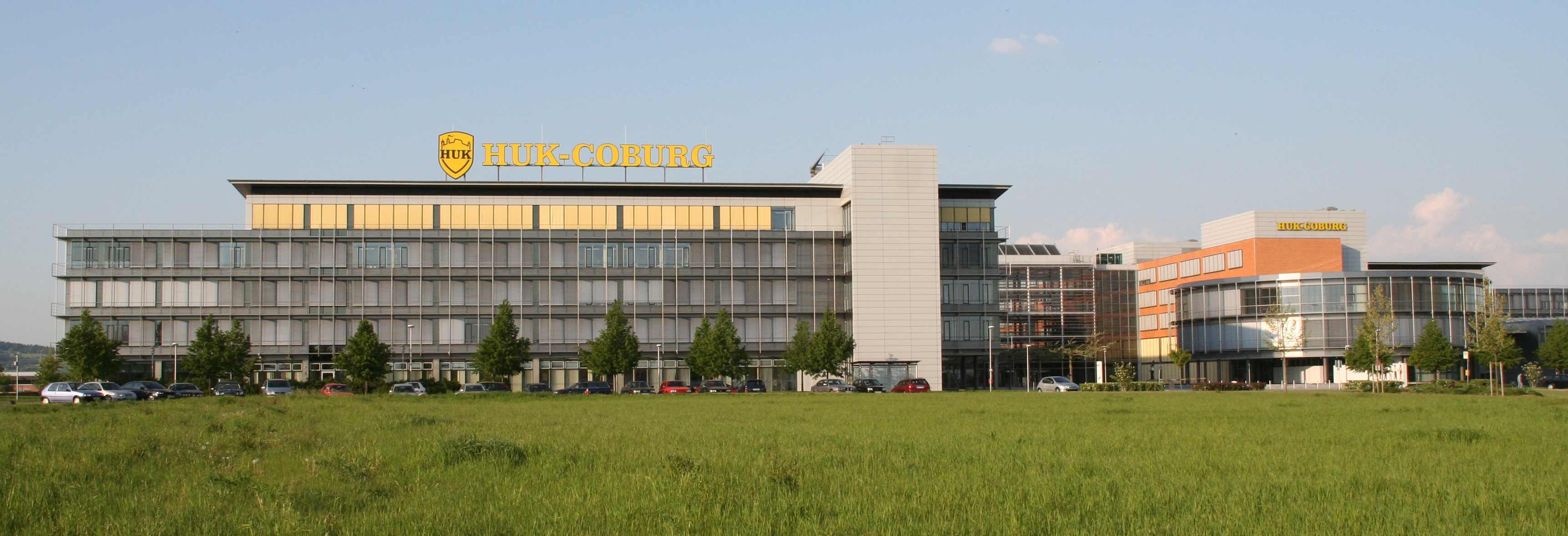
ベルテルスドルファー・ヘーヘのHUK-Coburg社の管理部門

コーブルクで最も有名な企業であり最大の雇用者は、保険グループのHUK-Coburgである。1950年以来コーブルクを本拠とし、約4,100人の従業員を擁している。市内の駅近くと、コーブルク北部を通る連邦アウトバーンA73沿いのベルテルスドルファー・ヘーヘに事業所を構える複合体である。

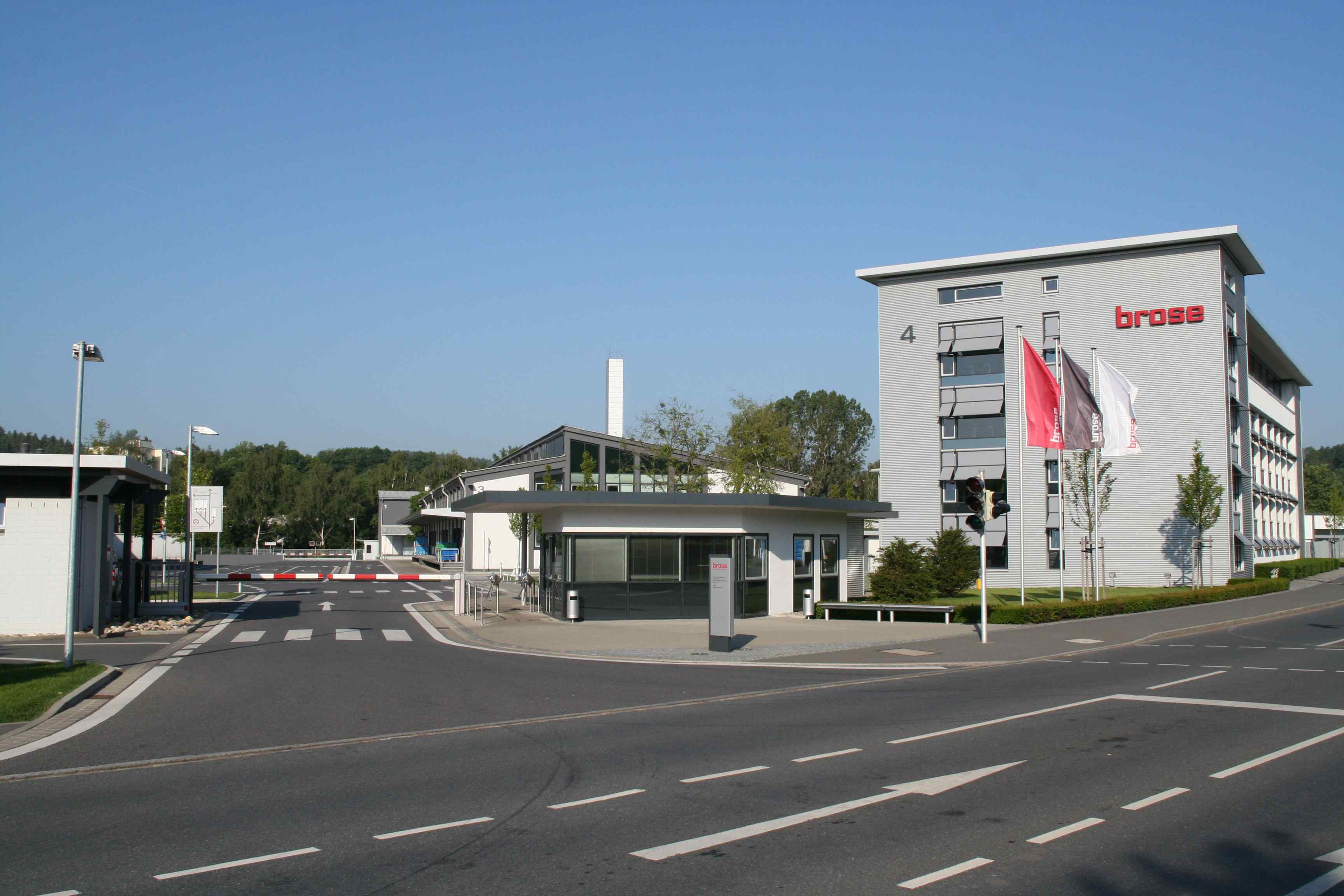
ブローゼ社

製造業でも、これに次ぐ大きな企業があり、コーブルク経済を支える重要な軸足となっている。自動車産業の下請け会社ブローゼ(Brose)は1919年からこの街で生産している。この会社は、市の南部にある2つの現地工場に約2,200の従業員がいる。KAESERコンプレッサー有限会社は、1919年にカール・カエザーが創立した会社で、コンプレッサーや気体圧縮技術の主導的な企業である。全部で約3,000人の従業者の内、1,600人ほどがベルテルスドルフ地区にある事業所で勤務している。
ヴァルトリッヒ＝コーブルク社(Waldrich-Coburg)、カップ社(Kapp)、あるいはラスコ社(Lasco)といった会社により、コーブルクは工作機械の街と強く主張される。ヴァルトリッヒ＝コーブルク社は、精密加工センターあるいは精密加工機械のメーカーで、500人の従業員がいる。1919年にアドルフ・ヴァルトリッヒによって創立された。彼の婿に当たるベルンハルト・カップは、1953年に自身の会社の基礎を築いた。現在ではコーブルクに500人の従業員を抱え、かみ合わせ部分や特殊な成型物といった精密加工を行う研削盤の製造を行っている。ラスコ社は、1863年には既に、鋳鉄所および機械工場のランゲンシュタイン&シェーマン・エルンストヒュッテ・コーブルク社として操業していた会社で、300人の従業員が加工機械の製造を行っている。
この他の重点産業は、ガウトリッツ社(Gaudlitz)、ヘルマン・コッホ社(Hermann Koch)あるいはロス社(Ros)といった化学合成産業である。ガウトリッツ社は1937年創業、現在は400人の従業員が熱硬化性樹脂や熱可塑性樹脂で精密な成型物の生産を行っている。ヘルマン・コッホ社は1914年からコーブルクで操業している。280人の従業員で合成原料によるパッケージ材料を生産している。ロス社は1924年に設立され、現在はコーブルクに150人の従業員がおり、射出成形による樹脂成形を行っている。

#### 商業地区『ラウテラー・ヘーエ』
市の北部、アウトバーンA73沿いに、17haの広さの（70haまで拡張可能である）広大な造成された商業地域がある。この一部は隣町のラウタータールにかかる。市は1990年代の終わりに、ここにショッピングセンター兼レクリエーションセンターを作る計画を立てた。市中心部の商業従事者は都市周辺部の消費者の移動動態が変化することを危惧し、このため住民投票が行われた。7013票対6986票という僅差でショッピングセンターの建設が決定した。市と投資家はこの商業地区の発展に期待を寄せ、2004年4月に37,000m²の土地の入札が行われ、「コーブルク北部A73商業パーク」社がこれを落札した。
投資家たちは共同で、さらに、4,500席を有する多目的ホール、ホームセンター、食品のディスカウントショップ、飲料販売、卸売り販売、自動車販売や、ディスコなどを計画している。2006年の初めまでにファーストフード店やガソリンスタンドなどが準備を始めている。その他にも、近くにドラッグストア、新たな軽食レストランや、いわゆるアウトドア・スポーツの専門店も土地を購入している。1999年の時点ではすべてのプロジェクトが示されていないにもかかわらず、早期のコンセプトに基づいて説明がなされていたことが明らかとなった。反対者たちは、この点で先の住民投票が無効であると主張している。

### 交通

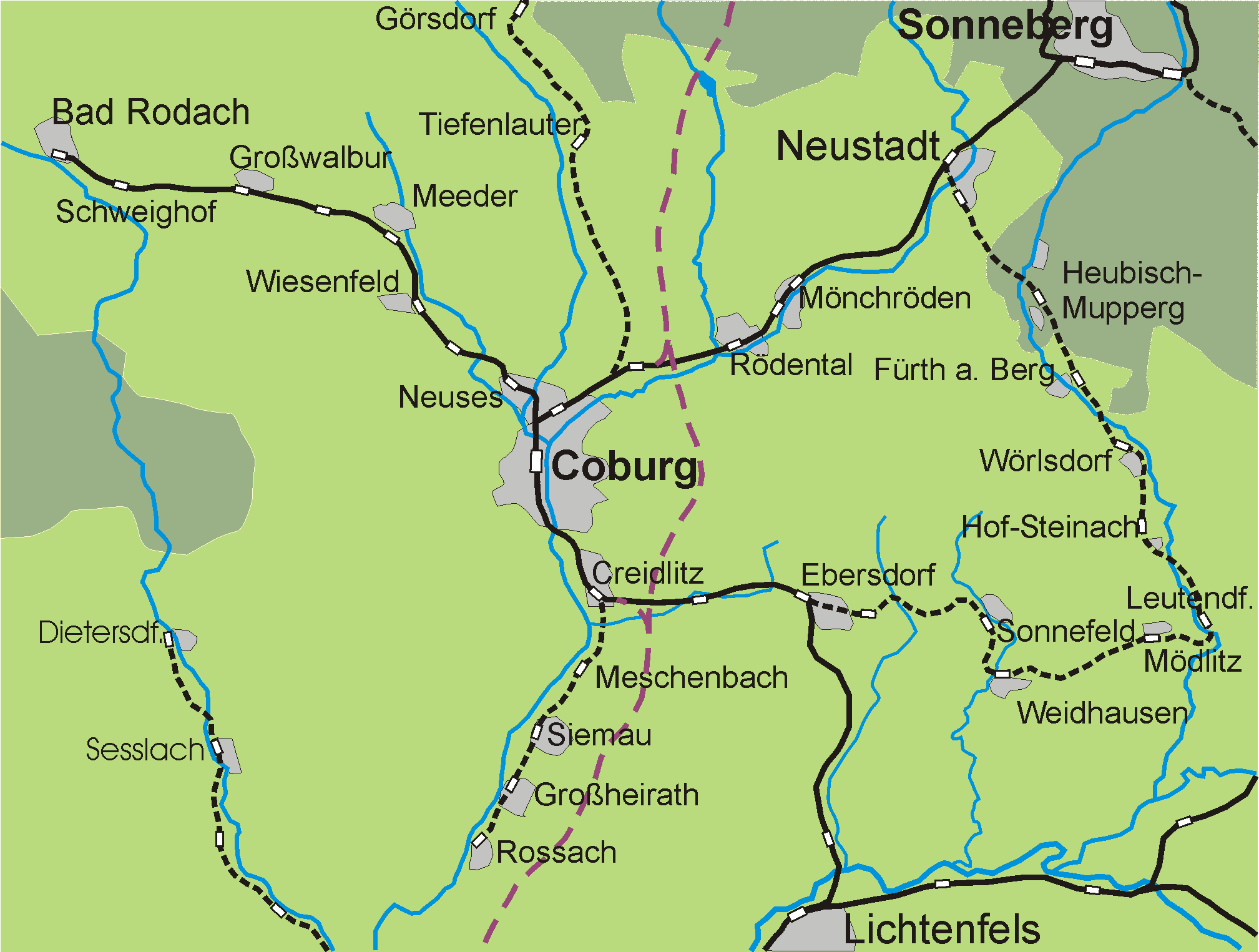
コーブルク周辺の鉄道路線図。黒の点線は、廃線路線、紫色の破線は建設中の高速路線である。

#### 近郊公共旅客輸送
コーブルクの近郊公共旅客輸送は、Verkehrsgemeinschaft Coburg (VGC)、Zusammenschluss der SÜC Bus und Aquaria GmbH (SÜC)、Omnibusverkehrs Franken GmbH (OVF)の各社が担っている。都市部では総延長100kmほどの11本のバス路線があり、昼間は半時間に1本ほどの頻度で運行している。2006年現在、乗り換え停留所はモーレン通りまたはテアター公園にある。2007年10月には、テアター公園にバスの接続ポイントが完成する予定である。また、バスから直接列車に乗り換えることのできるZOB（駅直結型バスセンター）というシステムを駅に設ける計画もある。周辺部へは、通常コーブルク駅発の11本の路線がある。さらにドイツ鉄道の近郊線コーブルク＝バート・ローダッハ線があり、2時間ごとに運行している。

#### 遠距離公共旅客輸送

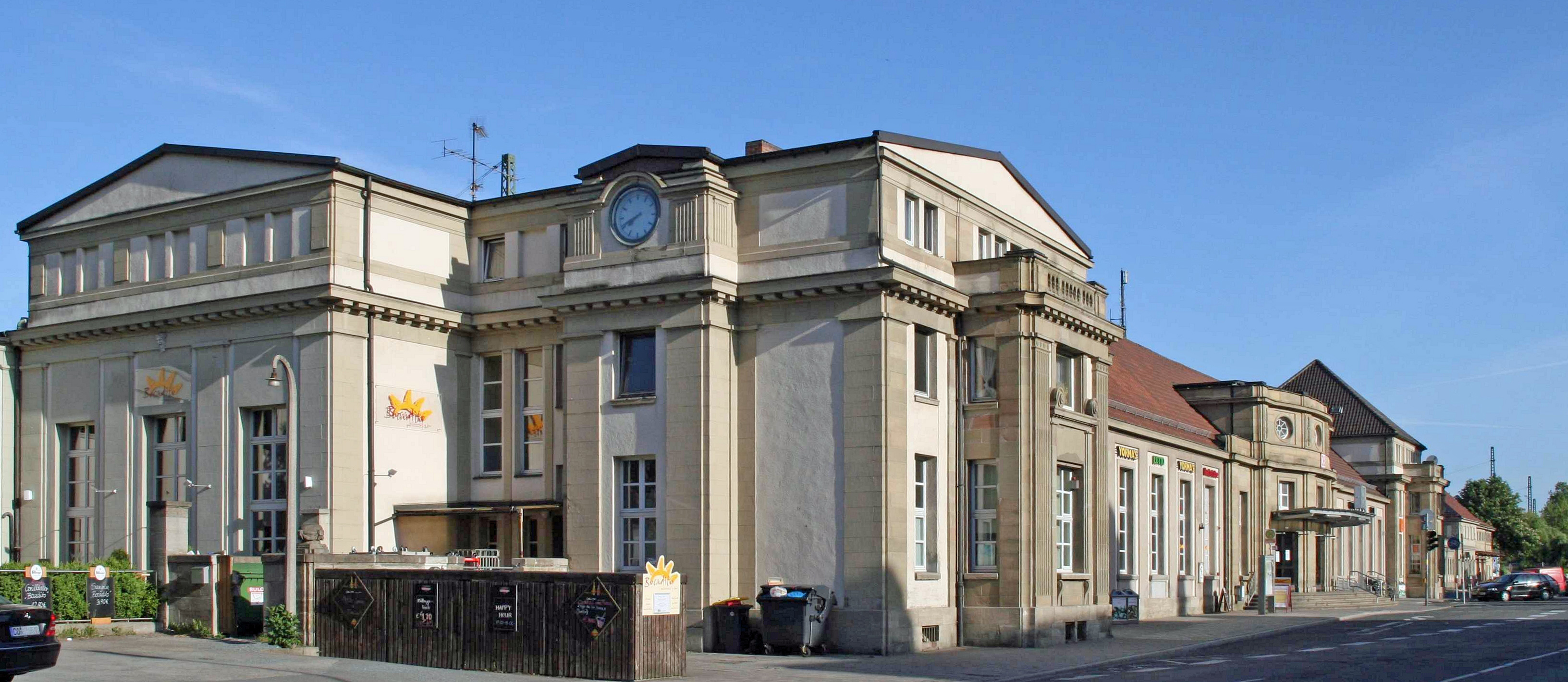
コーブルク駅

昔は鉄道輸送が大きな意義を持っていた。1858年から1945年にはコーブルクからテューリンゲンとの州境を越えてマイニンゲンを経由してアイゼナハに至る東西の鉄道路線、ヴェラ鉄道があり、1939年には1日15本が運行していた。さらに1900年から1984年まではロサッハ行きの近郊路線であるイッツグルント鉄道や、1901年から1945年までは、エーバースドルフ＝ゾンネフェルト＝フュルト・アム・ベルクを経由してノイシュタット・バイ・コーブルクに至り環状線を形成していたシュタイナハタール鉄道があった。
1945年以降は、遠距離公共旅客輸送は、リヒテンフェルス行きの鉄道路線のみに整理された。ヴェラ鉄道の路線の一部はコーブルク＝ゾンネベルク間の路線の一部として継続使用されており、ドイツ鉄道の普通列車と急行列車とが交互にそれぞれ2時間ごとに運行している。急行列車は、バンベルクを経由してニュルンベルクまで運転している。バイロイトやホーフ、ザールフェルトあるいはヴュルツブルクへはリヒテンフェルスでRBやREに乗り継がなければならない。あるいはミュンヘンやベルリンへはICEに乗り換える。
将来的には、遠距離路線は新たに建設されるニュルンベルク＝エアフルト線に組み込まれ、ニュルンベルク経由でミュンヘンへ、あるいはエアフルト経由でベルリンへ行くことができるようになる。コーブルクがICEに組み込まれるためには、深い渓谷に路線を引きトンネルを設ける必要がある。2006年現在、ICEの予定路線が完成するのは2016年から2020年と予定されている。

#### 道路交通
市の中心部は多くの部分が歩行者専用区域となっている。市内に入るには近くのパーキングビル・マウアー、ポスト、ツィンカーヴェーレなどや、特別な行事がなければ利用できる無料の大駐車場を利用する。コーブルクには自転車道もほとんど存在しない。
遠距離の道路交通は、連邦道路B4がニュルンベルク方面とテューリンゲンを結んで南北に、B303がシュヴァインフルトとチェコを結んで東西に走っている。前者は街を縦断しB303は町の中心部には接する程度である。1990年までは国境地帯であったため、通過する交通はほとんど考慮する必要はなかった。それ以後、コーブルクを通過する交通量は大幅に増大した。そのため、ドイツ統一交通プロジェクトは連邦アウトバーンA73ニュルンベルク＝リヒテンフェルス線をコーブルク経由でズールまで延長することを決定した。コーブルク＝アイスフェルト間の区間はすでに開通しているがズールまでは2007年に、ニュルンベルクまで走れるようになるのは2008年の予定である。

#### 航空交通
小さな飛行場コーブルク＝ブランデンシュタインスエベーネ（ICAOコード: EDQC）は、1913年にコーブルク航空基地として設けられ、市の所有となった。経営と管理は2001年から社団法人アエロクラブ・コーブルクが行っている。この飛行場は年間13,000回の離着陸がある。これは、平均的な離着陸回数である。滑走路の距離は860mで、最大離陸重量5.7tの飛行機まで利用可能である。きわめて短い滑走路に身を置いた離着陸のパイロットの周りを連邦空軍のTransall C-160機が飛来している。
他にも、南部のクライトリッツ地区の近く（ただし市域の外ではあるが）にコーブルク＝シュタインリュッケン飛行場（ICAOコード:EDQY）がある。この飛行場は、距離700m、載貨重量2tの自由に使える芝の滑走路を有している。管理者および経営者は社団法人フルクテヒニシェ・アーバイツゲマインシャフト・コーブルクである。

### 公共機関と施設
市の行政官庁の近くに以下の公共機関や施設がある。
- コーブルク地方基金は公爵家の文化財を管理している。これは1919年に公爵カール・エドゥアルトとの協定により獲得したものである。フェステおよびその文化財博物館、自然文化博物館、公立図書館、ローゼナウの城および文化財、ならびにエーレンブルク城がその管理下にある。コーブルクが1919年にバイエルン州に併合される際、維持助成金に関する取り決めがなされた。1941年以降、バイエルンの州が保有する城館、庭園、湖を管理する機関の出張所としてこの基金が開設された。
- 1862年に開設されたコーブルク公立病院に起源を持つ医療施設は1930年に現在の所在地であるケッチェンドルフ地区に移設された。この病院はヴュルツブルク大学の研究教育医療施設であり、要介護段階IIIの重度介護施設である。病床数は522床、900人のスタッフがいる。
- 地方裁判所は、バイエルンとの併合に伴いコーブルクに開設された。1921年4月1日に開設された。管轄地区は、コーブルク、ノイシュタット、ローダッハ、ゾンエフェルト、およびクローナハ、リヒテンフェルスの各区裁判所管区を含んでいる。地方裁判所は、地方会議場と共に公爵宮廷時代の国務省内に設けられた。1945年にこの建物は破壊され、1957年、新しい司法の建物が落成した。
- コーブルク区裁判所は、2000年以降、中心督促裁判所となり、バイエルン州の裁判上の督促手続きを自動的に行う権利を有している。
- さらに、森林および国有地管理事務所、営業監察署、手工業会議所、商工会議所も挙げられる。商工会議所は市およびコーブルク郡を対象としており、ドイツ全土を対象とするものではない。これらの機関は、1920年にバイエルン州が与えた受諾に基づき存在している。
- コーブルク郡の郡役所は、コーブルク市内にある。
- ドイツ・ヨハン・シュトラウス協会の協会本部はコーブルクにある。

### 教育施設

#### 図書館と文書館
コーブルク公立図書館(Landesbibliothek Coburg)は、1547年に創設されたザクセン＝コーブルク公国の宮廷および国立図書館を1919年に引き継いで設立されたもので、エーレンブルク城内に置かれている。この図書館は学術的な地方図書館で、40万冊の蔵書を有し、約85,000冊が17世紀から19世紀の古文書であるといわれている。この他に、ヘルンガッセには、コーブルク文化および商業組合が1874年に設立した公共図書館に由来する市立図書館(Stadtbüchrei)がある。
ツォイクハウス内にある州立文書館(Staatsarchiv)には、コーブルク市、コーブルク郡、バイエルン州、ザクセン＝コーブルク公国あるいはその前史を物語る30万点以上の史料が保管されている。さらに、シュタインガッセの市立文書館(Stadtarchiv)には、13世紀にまでおよぶ18,000点の公文書が存在する。

#### 大学
コーブルク専門大学 (Fachhochschule Coburg)が今日の形で創立されたのは1971年である。この大学の伝統は、1812年にザクセン公爵家の建築家であったフリードリヒ・シュトライプがコーブルクに創設した手工業学校にまで遡ることができる。1950年代の終わり、当時は地上建築と地下工事を教える技術学校であったのだが、新たに機械工学科と電子技術科を設けて工業専門学校へと拡張された。今日では専門分野は多岐にわたり、工学分野の他に、造形、経済、社会制度といった分野をも包含している。2006年現在、約3000人の学生がこの専門大学に在籍している。キャンパスはフェステ・コーブルクと向かい合った山の上にある。
州の認可を得た保健衛生医療を専門とする私立大学であるシュロス・ホーヘンフェルス専門大学は、2004年にコーブルク病院とMedau学校により創設された。2005年からは理学療法や言語療法の学士コースも開設された。

#### 学校
オーバーツェントラム（上位中心都市）の機能を背景に、コーブルクには11,000人の学生がおり、25の公立学校、16の私立学校が存在する。市は自らを学園都市(Schulstadt)と称する。市とその周辺地区には4つのギムナジウムがある。市内にあるのはアルベルティヌムで、一つは音楽と語学のギムナジウムでカジミリアヌム以降400年の伝統を持つ。もう一つは人文主義で、近代ごとヨーロッパ言語のギムナジウムである。他の2つのギムナジウムは、グロッケンベルクにある。アレクサンドリヌムは自然科学と工学技術、語学、経済学と社会学のギムナジウムで、エルネスティウムは数学と自然科学、経済学とヨーロッパ学のギムナジウムである。
この他に、専門高等学校 (Fachoberschule)や職業高等学校(Berufsoberschule)がある。さらに2つの職業学校(Berufsschule)や13の職業専門学校（Berufsfachschule、経済、家政学、保育、医療介護や幼児介護）、農業学校や商業学校がある。2つの実科学校、12の基礎学校(Grundschule)や基幹学校(Hauptschule)が州立学校として存在している。
私立で運営されている学校もある。メダウ・シューレ(Medau Schule)は、体育、理学療法、言語療法の専門学校である。ルドルフ・シュタイナー学校（ヴァルドルフ学校）、海外特派員学校ASC0や音楽学校もある。この他にコーブルク市とコーブルク郡は、歌唱・音楽学校や市民大学を運営している。

## 人物

### コーブルクで暮らした人物
生涯の一時期をコーブルクで暮らし、あるいはコーブルクで亡くなった著名な人物
- バルタザール・デューリング (Balthasar Düring, 1466年頃 ケーニヒスベルク - 1529年秋 コーブルク)、神学者、コーブルクの教区監督で宗教改革家。1520年からコーブルクに住んだ。
- マルティン・ルター (Martin Luther, 1483年11月10日 アイスレーベン - 1546年2月18日 同所)、神学者、宗教改革家で教授。1530年にコーブルクに住んだ。
- ヨハンネス・ランガー (Johannes Langer, 1485年または1486年頃 ボルケンハイン - 1548年9月15日 コーブルク)、神学者、宗教改革家。1530年から説教者としてコーブルクに暮らした。
- ユストゥス・ヨーナス・デア・エルテーレ (Justus Jonas der Ältere, 1493年6月4日 ノルトハウゼン - 1555年10月9日 アイスフェルト)、ドイツの法律家、人文主義者、聖歌の作詞者、ルター派の神学者、宗教改革家。
- マクシミリアン・メルリン (Maximilian Mörlin, 1516年10月14日 ヴィッテンベルク - 1584年4月20日 コーブルク)、福音派神学者、教区監督、宗教改革家。
- アンドレアス・リバヴィウス (Andreas Libavius, 1555年 ハレ - 1616年7月25日 コーブルク)、学者、錬金術師、ギムナジウム・カジミリアヌム学長。
- メルヒオール・フランク (Melchior Franck, 1580年頃 ツィッタウ - 1639年6月1日 コーブルク)、作曲家。1603年から宮廷楽長としてコーブルクに暮らす。
- ヨハン・マットトイス・メイファルト (Johann Matthäus Meyfart, 1590年11月9日 イェーナ - 1642年1月 エアフルト)、プロテスタントの神学者、歌謡集の作詞家、魔女理論家。
- アウグスト・カルプツォフ (August Carpzov, 1612年6月4日 コルディッツ - 1683年11月19日 コーブルク)、1651年以降、コーブルク最高法院長、協議会議長。
- モーリッツ・アウグスト・フォン・テュンメル (Moritz August von Thümmel, 1738年5月27日 シェーネフェルト・バイ・ライプツィヒ - 1817年10月26日 コーブルク)、作家、大臣。1761年から1817年コーブルクに暮らした。
- ジャン・パウル (Jean Paul, 1763年3月21日 ヴンジーデル - 1825年11月14日 バイロイト)、作家。1803年から1804年にコーブルクに住んだ。
- フルードリヒ・リュッケルト (Friedrich Rückert, 1788年5月16日 シュヴァインフルト - 1866年1月31日 ノイゼス・バイ・コーブルク)、詩人、翻訳家、オリエント主義者。
- カスパール・クンマー (Caspar Kummer, 1785年12月10日 エルラウ・バイ・シュロイジンゲン - 1870年5月31日 コーブルク)、フルート奏者、作曲家、ロマン派の音楽教育家。
- ザクセン＝コーブルク＝ゴータ公子アルベルト (Albert von Sachsen-Coburg und Gotha, 1819年8月26日 ローゼナウ城内 - 1861年12月14日 ウィンザー城内)、イギリス女王ヴィクトリアの夫君。1857年からイギリス王女の夫。
- ヨハン・シュトラウス2世 (Johann Strauß, 1825年10月25日 ザンクト・ウルリッヒ、現在のウィーン＝ノイバウ - 1899年6月3日 ウィーン)、宮廷楽長、作曲家。1887年からコーブルクの市民権を得ている。再婚の便宜上であるが、国籍も移している。
- フェルディナント (Ferdinand I., 1861年2月26日 ウィーン - 1948年9月10日 コーブルク)、侯爵、ブルガリア王
- オイゲン・シュトケー (Eugen Stocké, 1895年6月27日 ディルムシュタイン - 1992年3月3日 レーデンタール・バイ・コーブルク)、起業家（陶磁器メーカー W. Goebel）、後援者。コーブルク市からは「ドクトル・シュトケー・シュタディオン」にその名を残して栄誉を称えられている。
- ハインツ・ペツルオ (Heinz Petruo, 1918年6月11日 - 2001年11月12日 コーブルク)、アナウンサー、俳優、声優。
- デトレフ・アルテンベック (Detlef Altenbeck, 1966年 デュッセルドルフ - )、劇場監督、2001年からコーブルク公立劇場の演劇・音楽劇場の舞台監督。

### 出身者
以下にコーブルク出身の著名な人物を列記する。エントリーの際に、活躍の場がコーブルクであったか否かは考慮していない。多くの人物は他の土地で活躍している。また、この一覧表に挙げられた人物が著名人のすべてであると主張するものではない。
- ジギスムント・ホイザー・フォン・ヴァンデルスレーベン (Sigismund Heusner von Wandersleben, 1592年4月17日 - 1645年4月12日 ヴィッテンベルク)、 廷吏、政治家。一時はスウェーデン宮廷で活躍した。
- フリードリヒ・ヨシアス・フォン・ザクセン＝コーブルク＝ザールフェルト (Friedrich Josias von Sachsen-Coburg-Saalfeld, 1737年12月26日 - 1815年2月26日 コーブルク)、オーストリア元帥。
- ヨハン・クリスティアン・アウグスト・クラルス (Johann Christian August Clarus, 1774年11月5日 - 1854年7月13日 ライプツィヒ)、医師。
- エルンスト1世 (Ernst I. (Sachsen-Coburg und Gotha), 1784年1月2日 - 1844年1月29日 ゴータ)、ザクセン＝コーブルク＝ザールフェルト公爵、新たに設けられた二重公国ザクセン＝コーブルクおよびゴータの初代公爵。プロイセンの将軍。アルベルト・フォン・ザクセン＝コーブルク＝ゴータの父親。
- フェルディナント・ゲオルク・アウグスト (Ferdinand Georg August von Sachsen-Coburg-Saalfeld-Koháry, 1785年3月28日 - 1851年8月27日 ウィーン)、オーストリア帝国宮廷の元帥代行。
- ヴィクトリア・フォン・ザクセン＝コーブルク＝ザールフェルト (Victoria von Sachsen-Coburg-Saalfeld, 1786年8月17日 - 1861年3月16日 ウィンザー、フログモア・ハウス)、イギリス女王ヴィクトリアの母親。
- クリスティアン・フリードリヒ・フライヘル・フォン・シュトックマール (Christian Friedrich Freiherr von Stockmar, 1787年8月22日 - 1863年7月9日 コーブルク)、医師、政治家。
- レオポルド1世 (Leopold I., 1790年12月16日 - 1865年12月10日 ラーケン)、初代ベルギー王
- フリードリヒ・ホフマン (Friedrich Hofmann, 1813年4月18日 - 1888年8月14日 イルメナウ)、作家、マイヤースの百科事典の執筆者の一人。
- カール・フィヒトナー (Karl Fichtner, 1805年6月7日 - 1873年8月19日 ガスタイン)、俳優。
- アレクサンダー・フォン・メンスドルフ＝プイリー (Alexander von Mensdorff-Pouilly, 1813年8月4日 - 1871年2月14日 プラハ)、オーストリアの政治家。
- エルンスト2世 (Ernst II., Herzog von Sachsen-Coburg und Gotha, 1818年6月21日 - 1893年8月2日 ラインハルツ・バイ・ゴータ)、ザクセン＝コーブルク＝ゴータ公爵
- ハインリッヒ・リュッケルト (Heinrich Rückert, 1823年2月14日 - 1875年9月11日 ヴロツワフ)、歴史編纂者、ドイツ学者。
- ゼルマール・バッゲ (Selmar Bagge, 1823年6月30日 - 1896年7月16日 バーゼル) 作曲家。
- フェリクス・ドレーゼケ (Felix Draeseke, 1835年10月7日 - 1913年2月26日 ドレスデン)、作曲家。
- エルンスト・ファーバー (Ernst Faber, 1839年4月25日 - 1899年9月26日 青島)、中国学者、宣教師。
- エドゥアルト・シュトゥーディ (Eduard Study, 1862年3月23日 - 1930年1月6日 ボン)、数学者。
- フェルディナント・レプケ (Ferdinand Lepcke, 1866年3月23日 - 1909年3月12日 ベルリン)、彫刻家。
- ハンス・ベルガー (Hans Berger, 1873年5月21日 - 1941年6月1日 イェーナ)、神経科医、精神科医。
- アレクサンダー・ツィン (Alexander Zinn, 1880年3月19日 - 1941年4月17日)、作家、政治家、ハンブルク州議員。
- ハンス・モーゲンソウ (Hans Morgenthau, 1904年2月17日 - 1980年7月19日 ニューヨーク)、法律家、政治学者。
- エーファ・アーネルト＝ロールフス (Eva Ahnert-Rohlfs, 1912年8月11日 - 1954年3月9日 ゾンネベルク)、天文学者。
- カール＝ハインツ・シュヴァーブ (Karl-Heinz Schwab, 1920年2月22日 - )、法律家、市民権と民事訴訟権に関する元教授。
- ヴォルフガング・シュタムベルガー (Wolfgang Stammberger, 1920年7月14日 - 1982年5月1日 コーブルク)、政治家(FDP, SPD)、ドイツ連邦議会議員、連邦法務大臣、コーブルク大都市市長。
- カール・フーベルトゥス・フォン・ブトラー (Carl-Hubertus von Butler, 1950年12月31日 - )、ドイツ軍司令官。
- ウーヴェ・ヒクシュ (Uwe Hiksch, 1964年7月12日 - )、SPD(1994-1999)、PDS(1999-2002)の元ドイツ連邦議会議員。
- ホルガー・ユング (Holger A. Jung, 1972年 - )、作曲家。

コーブルクと関わりのある人物の中に、マルティン・ルターがいる。彼は1530年に半年間フェステ・コーブルクに住んでいた。この間、アウクスブルクの帝国議会で、彼を追放に処するかどうかが議論されていたからである。
この他に、特筆すべき人物として、詩人で翻訳家でオリエント主義者のフリードリヒ・リュッケルトがいる。かれは1848年から亡くなる1866年までコーブルクのノイゼス地区に暮らし、この地を安息の地として選んだ。宮廷楽長で作曲家のヨハン・シュトラウス2世も1887年にコーブルクの市民となり、この街と親しい関係にあった。

## コーブルクの名をもつもの
コーブルクの名は、新大陸の多くの土地で用いられている。それらの多くはこの地から移民した人々に由来するものである。

### 船:コーブルク号
「コーブルク」の名は、いくつかの船につけられている。1910年に処女航海を行い、1917年にブラジル政府に押収された北ドイツ・ロイドの郵便汽船にこの名が付けられていた。1938年には北ドイツ・ロイドのディーゼル船と北海沿岸のトロール船が「コーブルク」号を名乗っている。第二次世界大戦中にこのトロール漁船は、気象観測に用いられ、1944年流氷のため遭難した。ディーゼル船は1941年にインド洋で沈没した。1950年から1953年にはハーパク（ハンブルク＝アメリカ郵船株式会社）の大戦後初の新造船にこの名がつけられた。この他に、1968年から1991年にはドイツ海軍のリューネブルク級艦船(A1412)にもこの名が付けられた。

### 飛行機:コーブルク号
1968年から1981年にコーブルクはルフトハンザのボーイング737の名親都市となった。1994年からは、登録番号D-AIRDのルフトハンザ機エアバスA321-131が「コーブルク」の名を付けられている。

### 特急列車: コーブルク号

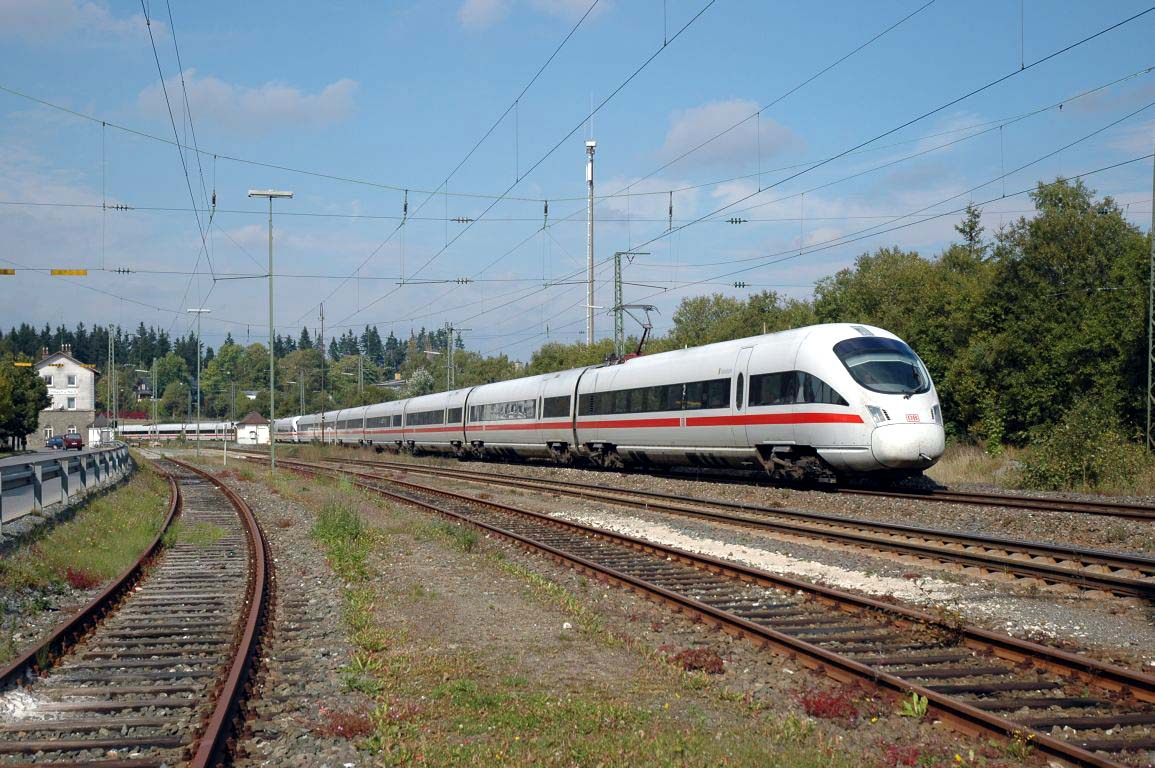
コーブルク号と同型の411系特急電車

ドイツ鉄道の特急列車ICE T（411系）の1115号編成は2003年以降、コーブルクの名を付けられている。

### コーブルク行進曲
作曲家ヨハン・ミヒャエル・ハイドンは閲兵行進曲をザクセン＝コーブルク＝ザールフェルト家の公子フリードリヒ・ヨシアスに献呈した。この行進曲は、今日、「コーブルク行進曲」と呼ばれる。

### 地名：コーバーグ
カナダ・オンタリオ州の町コーバーグ（Coburg）。1818年にシャーロット王女とレオポルド公子（ザクセン＝コーブルク＝ゴータ家、後のベルギー王）の結婚を記念しこの名に改称された。

## 文献
- Heinz Pellender: Chronik der Stadt und der Veste Coburg der Herren und Herrscher über Coburg und das Coburger Land. 7. Aufl. Coburg: Fiedler-Verlag, 1989. ISBN 3-923434-08-1
- Harald Sandner: Coburg im 20. Jahrhundert. Die Chronik über die Stadt Coburg und das Haus Sachsen-Coburg und Gotha vom 1. Januar 1900 bis zum 31. Dezember 1999 - von der "guten alten Zeit" bis zur Schwelle des 21. Jahrhunderts. Gegen das Vergessen. Verlagsanstalt Neue Presse, Coburg 2002. ISBN 3-00-006732-9
- Hellmut Worch: Coburg: Die fränkische Krone, Stadt und Land. Jan Thorbecke Verlag, Sigmaringen 1977. ISBN 3-7995-1063-X